# Eau agricole
Pour un article plus général, voir Utilisation de l'eau.
L'eau agricole désigne l'eau utilisée dans l'agriculture, par opposition à l'eau domestique et à l'eau industrielle.
Selon la FAO, l’agriculture occupe aujourd’hui 11 % de la surface des terres émergées de la Terre aux fins des productions végétale et animale et utilise 70 % de toute l’eau tirée des aquifères, des cours d’eau et des lacs. C'est une ressource naturelle essentielle et qui peut être menacée ou perturbée par le réchauffement climatique.

## Description
Les utilisations de l'eau sont traditionnellement réparties entre secteurs domestique – l'eau domestique-, industriel – l'eau industrielle – et agricole – l'eau agricole. Le secteur agricole comprend l'eau pour l'irrigation et l'élevage (abreuvement et nettoyage) (et la pêcherie - FAO)
Cette répartition en secteur met surtout en évidence la pression exercée par l'irrigation sur les ressources en eau renouvelable[Quoi ?] au niveau mondial (69-70 % des prélèvement total d'eau douce selon la FAO).
La proportion d'eau utilisée pour le secteur agricole peut varier fortement selon les pays. En particulier, certains pays favorisés par leur climat  et n'ayant pas recours à l'irrigation (agriculture pluviale) ont des taux de prélèvement en eau à destination de l'agriculture qui avoisinent zéro. Deux tiers des pays dédiant moins de 10 % de leurs prélèvements à l'agriculture (au nombre de 36) sont des pays industrialisés, avec un climat tempéré, en Europe. Dix-sept pays ont des prélèvements d'eau douce à destination de l'agriculture supérieurs à 90 %.

## Disponibilité de l'eau

Répartition mensuelle des précipitations.

Sur la totalité de l'eau présente sur terre (hydrosphère), 97 % se trouve dans les océans. Cette eau est salée et difficilement exploitable pour l'agriculture. Seulement 0,3 % de l'eau douce est sous forme liquide à la surface de la Terre. La Terre fonctionne heureusement comme une immense machine à distiller où l'eau s'évapore continuellement mais se condense en pluie et retourne plus ou moins rapidement aux océans. L'eau dans l’atmosphère est renouvelée tous les neuf jours, au cours de ce cycle hydrologique - évaporation - condensation - pluie - ruissellement - et retour à l'océan. En moyenne il tombe un mètre cube d'eau par mètre carré, soit 814 mm, sur lesquels 56 % sont évaporés par les forêts et les paysages naturels. C'est dans les 44 % restants que l'humanité va puiser pour ses besoins, on parle d'eau agricole (dont 5 % par l'agriculture pluviale), d'eau industrielle et d'eau domestique.
Toutefois les précipitations se répartissent de manière disparate: 10 m3 à certains endroits, rien pendant des années à d'autres endroits. Lorsqu'un Islandais disposerait virtuellement de 1 400 000 litres par jour, un Koweïtien ne disposerait que de 16 litres. Le globe terrestre comporte donc des contextes géographiques et climatiques variés et des situations économiques et démographiques bien distinctes, les prélèvements d’eau par usage sont par conséquent variables d'un État à l'autre. En Espagne, les usages agricoles prédominent alors qu’en Allemagne, l’essentiel des prélèvements est à destination des usages industriels.

## Eau et sol

### Complexe hydrique sol, plante, climat

#### La plante, une pompe puissante

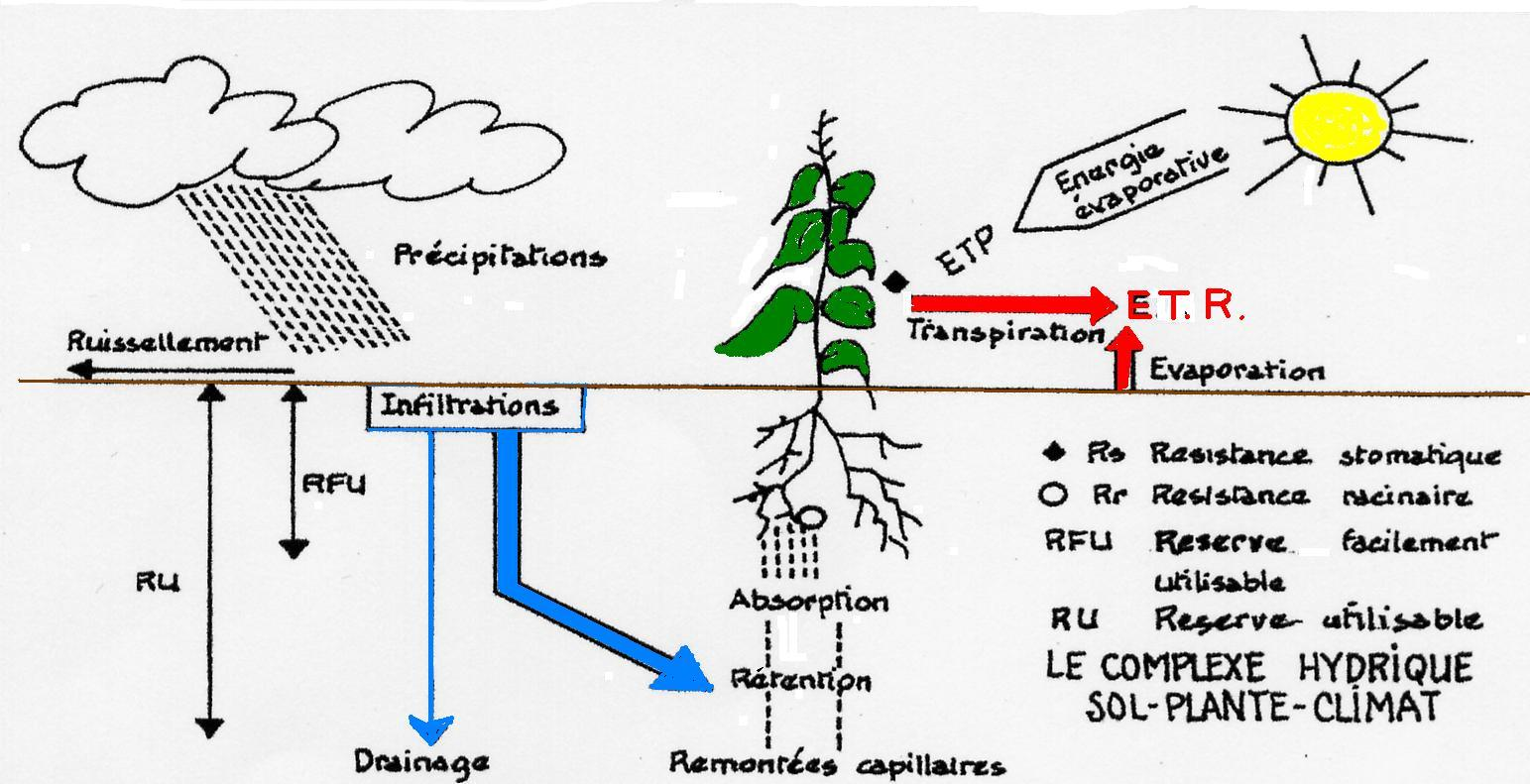
Schéma classique d'explications visuelles du complexe hydrique.

La plante est le siège de transferts de nutrition carbonée et azotée qui passent par la sève, basée sur l'eau. L'eau compte pour 70 % à 90 % dans la composition de la plante et durant le métabolisme la plante contient plus de 50 % d'eau en mouvement: la sève brute, contenant les éléments nutritifs, et la sève élaborée, en quantité infime par rapport à la première. Le flux de sève brute dans le xylème est continu et ascendant: l'arbre se comporte comme une pompe, dont la puissant moteur se situe dans sa partie verte, et qui dissipe dans l'atmosphère de grandes quantités d'eau, par décomposition chimique, guttation et surtout évapotranspiration (aussi par capillarité). L'évapotranspiration, le processus continu chez les plantes causé par l'évaporation d'eau par les feuilles et la reprise qui y correspond à partir des racines dans le sol, engendre une dépression à ce point forte dans l'arbre, pouvant aller jusqu'à −200 bars, que l'eau peut y être dans un état métastable et caviter, avec l'apparition brutale de bulles, provoquant une embolie dans la circulation de la sève.
La transpiration végétale se fait par les stomates s'ils sont ouverts, à travers la barrière continue constituée par le cuticule, ce qui crée des tensions dans la colonne d'eau de la plante et la fait s'élever. Le rôle du cuticule, mince couche cireuse et imperméable qui recouvre la surface de l'épiderme de la plante est d'empêcher l'évaporation d'eau directement par la surface externe des épiderme foliaires et de protéger les cellules sous-jacentes d'une dessication qui pourrait être létale. 
La transpiration végétale est un phénomène d'une importance considérable. Un simple pied de maïs peut durant sa vie rejeter jusqu'à 200 litres d'eau. Extrapolé à l'échelle du champ de maïs, la quantité d'eau évaporée par les plants pourrait atteindre 38 cm, répartie sur le temps de la culture. Un seul érable argenté adulte de 14,50 m, peut perdre jusqu'à 225 l/h d'eau, un chêne adulte remonte plus de 200 litres d'eau par jour et ceci à une hauteur de 30 à 40 mètres. Dans une forêt d'arbres à feuilles caduques, de celles qu'on trouve dans les Appalaches, un tiers des précipitations annuelles ne sera absorbé par les plantes que pour être restitué à l’atmosphère.  Sur une majorité de bassins, les pertes d'eau par évapotranspiration représente la partie la plus importante du bilan d'eau, et contribuent grandement au cycle de l'eau. 
Pour que la « pompe » fonctionne, suffisamment d'eau évidemment doit être à disposition (fonction des précipitations, mais aussi d'un bon sol hors-gel et pourvu en eau); mais la chaleur a aussi de l'importance, car l'arbre, par l'eau, régule sa température.
Les forestiers se fondaient sur la température pour déterminer la fin et le début de la période végétative: il existe un seuil, en deçà duquel l'eau n'est pas utilisable par l'arbre, où la pompe se désamorce, ou ne démarre pas : dans les régions tempérées entre 6 et 8 °C. L'arbre en hiver entre en dormance, ce qui n'empêche pas la circulation de la sève: « la circulation de la sève est ralentie »;  la teneur en eau des fibres de l'arbre est minimale, ce qui permet à l'arbre d'éviter les risques de gel de ses vaisseaux ligneux.

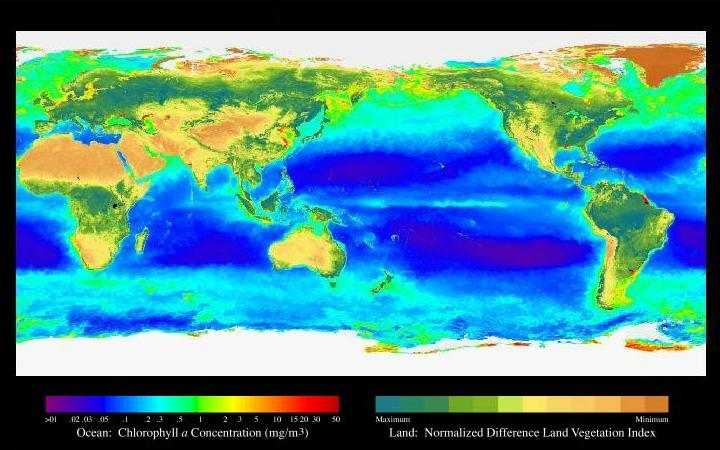
La présence d'eau et la photosynthèse sont un élément et un mécanisme essentiels de la biosphère. Cette image composite rend visible en fausses couleurs (en vert) les zones terrestres les plus végétalisées et les zones de concentration en plancton (AVHRR, Advanced Very High Resolution Radiometer instrument).

Un autre moteur de l'élévation de la sève est la photosynthèse. La photosynthèse oxygénique qui consomme de l'eau s'exprime selon la formule:
2n CO2 + 2n H2O + photons → 2(CH2O)n + 2n O2.
Parmi les moteurs de la croissance végétale l'eau est responsable du phénomène de turgescence, qui permet aux plantes de s'élever vers la lumière.

#### Eau de ruissellement sur l'arbre
La forêt joue un rôle important dans la régulation du ruissellement. La pluie est retenue par les feuilles et les branches et s'égoutte peu à peu, ou glisse des branches sur le tronc. Cette retenue partielle de l'eau amortit et régule l'arrivée au sol de l'eau.

#### Zone vadose
L'évapotranspiration potentielle est la quantité maximale d'eau susceptible d'être évaporée sous un climat donné par un couvert végétal continu bien alimenté en eau. Il découle de cette définition qu'une zone sèche est un endroit où le potentiel annuel d'évaporation excède les précipitations annuelles.
Le stress hydrique qualifie de manière générale une situation où la demande en eau est plus élevée que la quantité disponible. Plus spécifiquement il décrit pour la plante l'état physiologique, la situation de souffrance résultant d'un déficit en eau; caractérisée par une croissance plus lente, une résistance moindre aux maladies et se traduisant si elle est prolongée par le flétrissement, la fanaison puis la mort de la plante.  La réserve utile en eau d'un sol est la quantité d’eau que le sol peut absorber et restituer à la plante. La végétation puise dans cette réserve jusqu'à une tension de -1500hPa (15 bars); au-delà, la force de rétention capillaire du sol (son potentiel hydrique?) excède la force de succion des racines, la plante flétrit et meurt. La valeur de tension de -1500hPa est nommée W1500 ou point de flétrissement permanent.
La porosité du sol de l'ordre de 20 à 30 % en général peut être considérée comme la capacité de stockage de l'humidité d'un sol. Le sol est dit saturé lorsque sa porosité est presque totalement occupée par l'eau, ce qui se produit dans les aquifère et les nappes phréatiques. Au-dessus des aquifères, la zone vadose qualifie une zone non saturée en eau . L'eau dans un sol non saturé est retenue par des forces capillaires (de succion). L'eau excédentaire, dite gravitaire parce que sollicitée par la pesanteur, descend vers la nappe phréatique. Le sol se draine jusqu'à atteindre la capacité au champ qui est la capacité de rétention maximale en eau du sol, soit la quantité d'eau retenue dans un sol après que l'eau gravitaire s'est écoulée (La circulation de l'eau filtrant à travers le sol est soumise à la loi de Darcy et fonction de la conductivité hydraulique). La capacité au champ de même que la réserve utile en eau d'un sol, sont principalement tributaire de la texture du sol, de la taille des pores et de sa profondeur. On peut distinguer texture sableuse, limoneuse, argileuse, l'optimum étant atteint dans la texture équilibrée qui présente la plupart des qualités des trois, sans en avoir les défauts. La réserve utile en eau d'un sol est la différence entre l'eau contenue dans le sol à la capacité au champ, et l'eau contenue dans le sol au point de flétrissement. Elle correspond à une lame d'eau contenue dans une épaisseur unitaire de sol et est exprimée généralement en mm/m. La réserve utile totale est proportionnelle à l'épaisseur sol.

#### Tolérance et évitement des végétaux
Les plantes hygrophiles sont très exigeantes en eau et vivent sur un sol saturé en eau.
Les plantes mésophiles sont adaptées à des milieux tempérés.
Les plantes xérophiles sont adaptées aux sols secs. Les végétaux qui poussent sur des sols ayant peu de réserve en eau utilisent deux stratégies : la tolérance et l'évitement. Dans le cas de l'évitement, la réduction de la transpiration permet le maintien d'un potentiel hydrique élevé. Elle se réalise chez les sclérophytes, malacophytes, éphémérophytes et psammophores, etc. par un épaississement du cuticule, un enfoncement des stomates, etc. Les sclérophytes, végétaux persistants aux feuilles relativement petites, coriaces, cireuses et assez épaisses, protègent le peu d'eau qu'elles peuvent absorber en limitant la transpiration. Les éphémérophytes réalisent leur cycle de reproduction en dehors de la sécheresse sur un temps très court; les poïkylohydres interrompent leur cycle de reproduction, et tolèrent un abaissement de leur contenu hydrique de 50%, stratégie fréquente chez les champignons, lichens, mousses, algues, mais rare chez les angiospermes (présente chez la ramondie des Pyrénées par exemple).

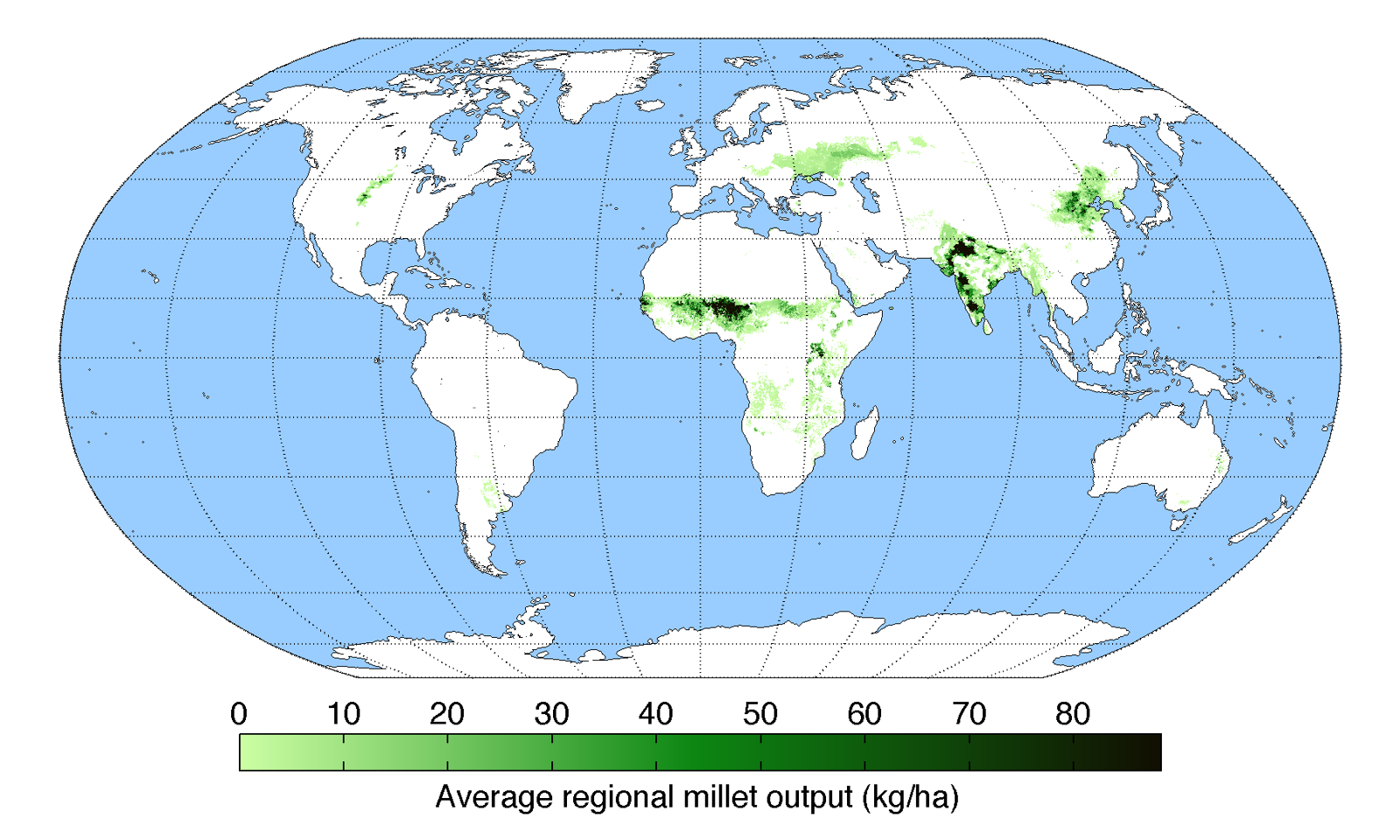
Carte de la production mondiale de mil, 2008.

En zone soudano-sahélienne, le mil est recommandé comme culture primaire sur les plus vastes étendues de terre, car il demande peu d’eau. Plus exigeant, le sorgho l’emporte en Afrique australe sub-humide et semi-aride. La culture du maïs convient mieux aux vastes superficies de l’Afrique occidentale humide et sub-humide et de l’Afrique orientale montagneuse. En Afrique centrale humide, le manioc est le meilleur choix sur la plus grande partie des terres. La culture du maïs est souvent forcée sur des sols inappropriés pour des raisons de rendement potentiel plus élevé entre-autres au risque d'une faillite complète des cultures comme lors de sécheresse d’Afrique australe en 1992/93. Le blé, le riz ou l’orge, poussent mal sur la plus grande partie de l’Afrique si ce n'est par un supplément d'arrosage apporté par l'irrigation.

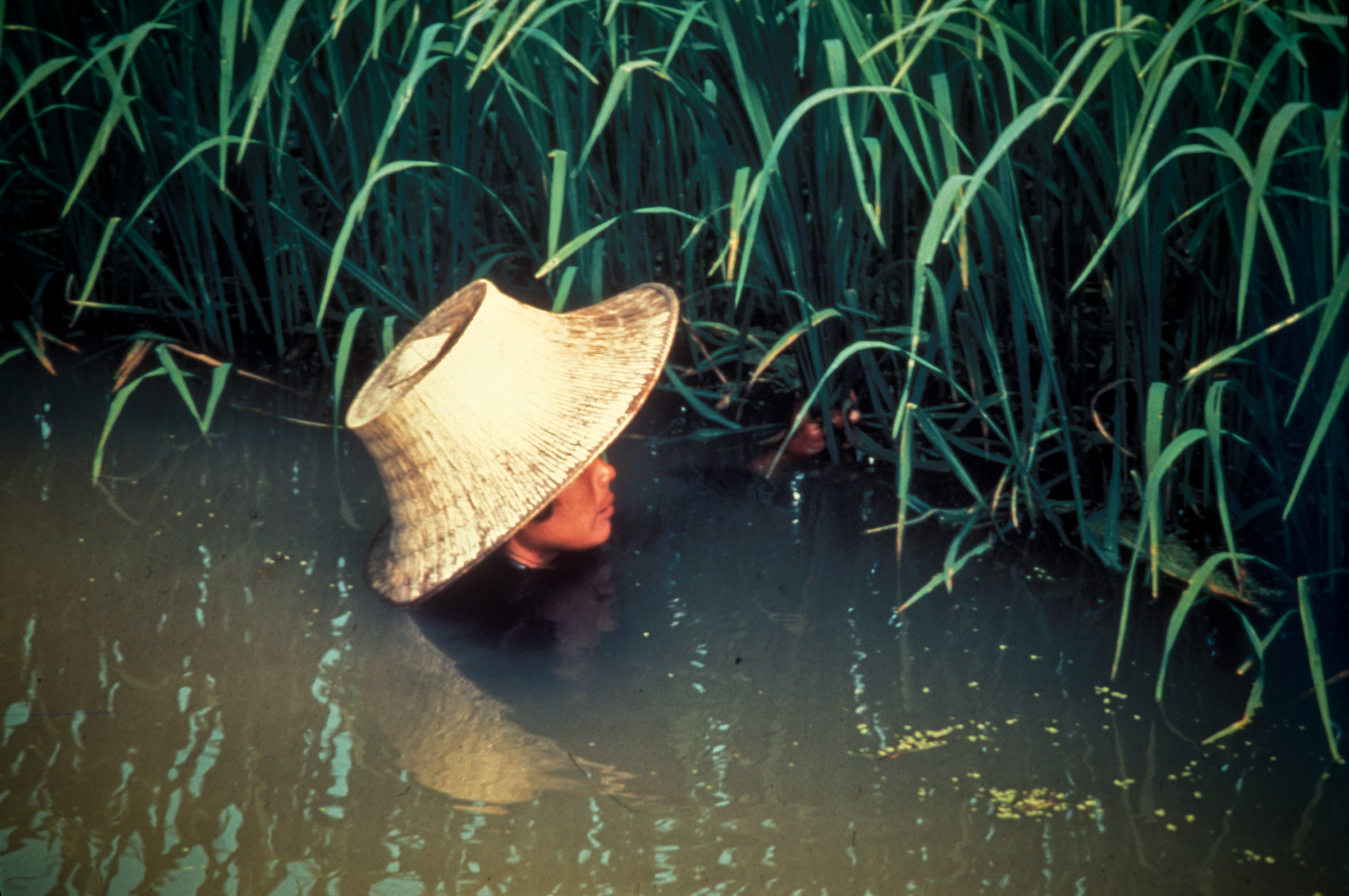
Un fermier inspecte des plants de riz d'eau profonde.

Le riz est la seule céréale qui peut résister la submersion, ce qui contribue à expliquer les relations complexes et diversifiées existant entre le riz et l'eau. Pendant des centaines des années, les pressions de sélection naturelles telles que la sécheresse, la submersion, les inondations, les stress de nutriments et biotiques ont conduit à une grande diversité l'allongement des tiges pour échapper à un manque d'oxygène lorsque le niveau d'eau augmente, et la résistance à des périodes de sécheresse sévère. Les écologistes ont distingué cinq catégories de rapport à l'eau: pluvial de plaine (bas-fond pluvial), eau profonde, zones humides de marée (lagunaire), pluvial de montagne (pluvial strict) et le riz irrigué. La culture de riz a besoin d'eau pour l'évapotranspiration, l'infiltration et la percolation, ainsi que pour des opérations culturales telles que la préparation du sol et le drainage. Le riz paddy consomme plus d'eau que toute autre culture, mais une grande partie de cette eau est recyclée pour d'autres usages.

### Eau et formation des sols
La pluviométrie, l'évapotranspiration et la température sont parmi les facteurs ayant contribué à la formation des sols. Les altérations chimiques présentes dans le sol sont liées à l'eau de manière absolue, et d'autre-part liées à la température. Les réactions chimiques doublent de vitesse lorsque la température augmente de 10 °C.
On appelle drainage climatique (P-ETP), la différence entre précipitations (P) et évapotranspiration potentielle (ETP).
En première approximation cette équation donne naissance à trois types de situations: des climats dans lesquels les sols ont tendance à s'appauvrir car ils sont traversés par d'importantes quantités de pluie (le drainage climatique est positif, les sels de calcium et de sodium, etc. sont évacués, le sol a tendance à s'acidifier et à s'appauvrir); sous certains climats l'eau n'est pas en quantité suffisante pour lessiver les ions qui sont libérés par l'altération si bien que ces ions s'accumulent au sein du sol et augmentent le risque de salinisation, si le sodium (Na) est abondant dans l'environnement (dans ce cas le drainage climatique est négatif). Certains sols enfin sont en équilibre avec le climat et se révèlent les meilleurs pour la pousse des plantes car ils ne sont ni trop pauvres ni trop riches en Na, Ca, etc..
En effet, la salinisation est un problème qui pose beaucoup de difficultés aux irrigants à cause de la teneur en sels dissous. La pression osmotique de la solution du sol augmente proportionnellement à la salinité, ce qui entraine une réduction de la qualité d’eau utilisable par les plantes .
Un bilan hydrique complet tiendra compte des apports d'eau, des transferts au sein du sol, des pertes par évaporation, par absorption racinaire et par drainage profond. On raisonne en hauteur d'eau exprimée en cm mais on tient compte des pertes latérales par ruissellement. La topographie, concentre ou disperse les eaux, elle est un facteur déterminant dans la constitution des sols.
Comme la température est déterminante, les sols de manière générale se répartissent sur terre par longues bandes horizontales suivant la latitude ou l'altitude, dès lors qu'on perd environ 1 °C par 100 km remonté vers le nord (dans l'hémisphère Nord) ou par 180 mètres gagnés en altitude. La zonalité liée à la latitude est nuancée par l'altitude, comme découvert par Vassili Dokoutchaïev.

### Eau et altération des sols
Le ruissellement sur les cultures peut être cause d'érosion, de régression et dégradation des sols. Le ruissellement des sédiments peut être contré par la culture en courbes de niveau, le paillis, la rotation culturale, la plantation de cultures vivaces, l'installation de zones ripariennes tampon.
La culture en courbes de niveau, (en anglais, contour plowing ou contour farming ou contour ploughing) est la pratique agricole consistant à labourer et/ou à planter sur une pente selon ses courbes de niveau d’élévation. Ces courbes de niveau créent une rupture de pente qui réduit la formation de ravines et rigoles lors d'un ruissellement important; qui est une cause majeure de l'érosion du sol.
La battance est en édaphologie, pédologie et écologie du paysage, le caractère d'un sol tendant à se désagréger et à former une croûte en surface sous l'action de la pluie. C'est une des expressions de la régression et dégradation des sols.
Une irrigation mal menée conduit à une salinisation des sols.

### Régime hydrique des sols

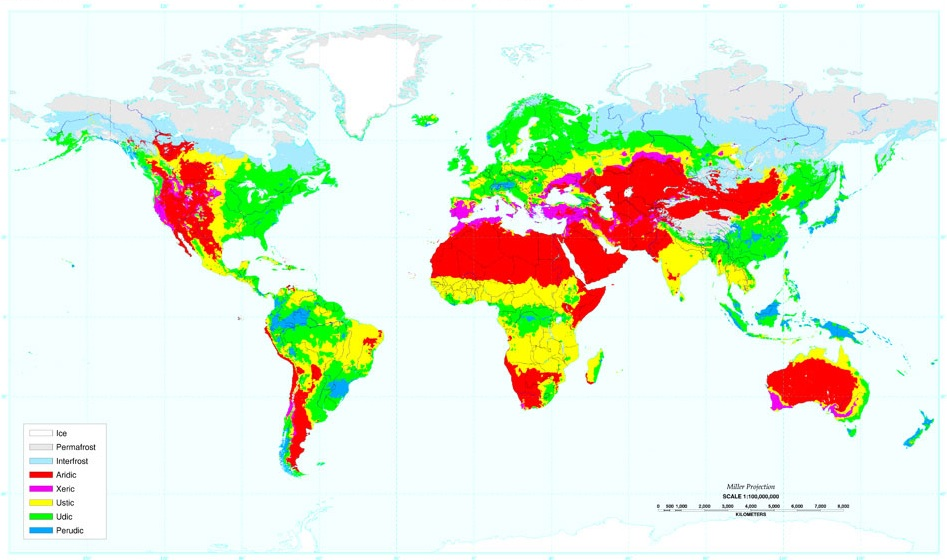
Régime hydrique des sols. Les régimes d'humidité des sol sont utilisés comme critère de classification des sols, car ils affectent la pédogénèse, l'utilisation et la gestion des sols, et ils peuvent être utilisés pour regrouper les sols de propriétés et de morphologie similaires (USDA).

Le régime hydrique des sols (Comprendre le régime d'humidité du sol) est dans la Taxonomie des sols de l'USDA, défini en fonction du niveau piézométrique et la présence ou l'absence d'eau disponible pour les plantes (La réserve utile en eau du sol). Tous les régimes d'humidité, sauf aquic, sont basés sur le climat régional. Les régimes d'humidité aquic sont basés sur la durée de la période pendant laquelle le sol est saturé.
Les classes de régime d'humidité du sol comprennent:
- Aquic (ou Perudic): Saturé d'eau assez longtemps pour provoquer un appauvrissement en oxygène. Les sols avec un a régime d'humidité Aquic (perudic) ont besoin drainage artificiel pour la plupart des pratiques culturales.
- Udic: Climat humide ou subhumide. Les sols avec un régime d'humidité Udic ont suffisamment d'humidité pour les cultures. Les cultures peuvent être cultivées dans le régime d'humidité Udic sans irrigation.
- Ustic: climat semi-aride. Les sols avec un régime d'humidité Ustic peuvent produire des cultures pluviales, mais l'humidité sera limitée pendant une partie de la saison de croissance.
- Aridic (ou Torric): climat aride. Les sols avec un régime d'humidité Aridic nécessitent l'irrigation pour être utilisé pour les cultures.
- Xeric: climat méditerranéen (hivers froids et humides et étés chauds et secs)

La gestion de ces sol varie en fonction des différents régimes d'humidité.

## Bioclimats
La pluviosité et la température sont donc les deux facteurs qui rentrent dans l'élaboration d'une classification des climats. Le caractère essentiel des zones sèches du globe - qui se différencient par de nombreux caractères particuliers au milieu et parmi ceux-ci une agriculture tributaire de l'irrigation - est la faiblesse des précipitations. Toutefois la simple classification selon les précipitations n'est pas suffisante pour ranger un climat dans la catégorie « désert » ou « steppe ». le fait d'adopter une ligne isohyète, par exemple celle de 300 mm comme ligne extrême de la zone aride, et celle de 750 mm comme limite extrême de la zone semi-aride ne donne pas des régions climatiques une idée correspondant à la réalité. Une même quantité de pluie qui s'évapore rapidement après être tombée est moins utile aux plantes qu'une quantité égale qui s'évapore plus lentement et demeure ainsi plus longtemps à disposition des végétaux. Dans la Taxonomie des sols de l'USDA par exemple le régime de température des sols vient donc compléter le régimes d'humidité des sols. La classification de Köppen est d'autre part une classification réputée des climats fondée sur les précipitations et les températures. C'est une combinaison carte mondiale de la végétation de Griesbach et la division du climat en cinq zones par Candolle.
| - Af - Am - Aw et As | - BWh - BWk - BSh - BSk | - Csa - Csb - Dsa - Dsb - Dsc - Dsd | - Cwa - Cwb - Cwc - Dwa - Dwb - Dwc - Dwd | - Cfa - Cfb - Cfc - Dfa - Dfb - Dfc - Dfd | - ET - EF |

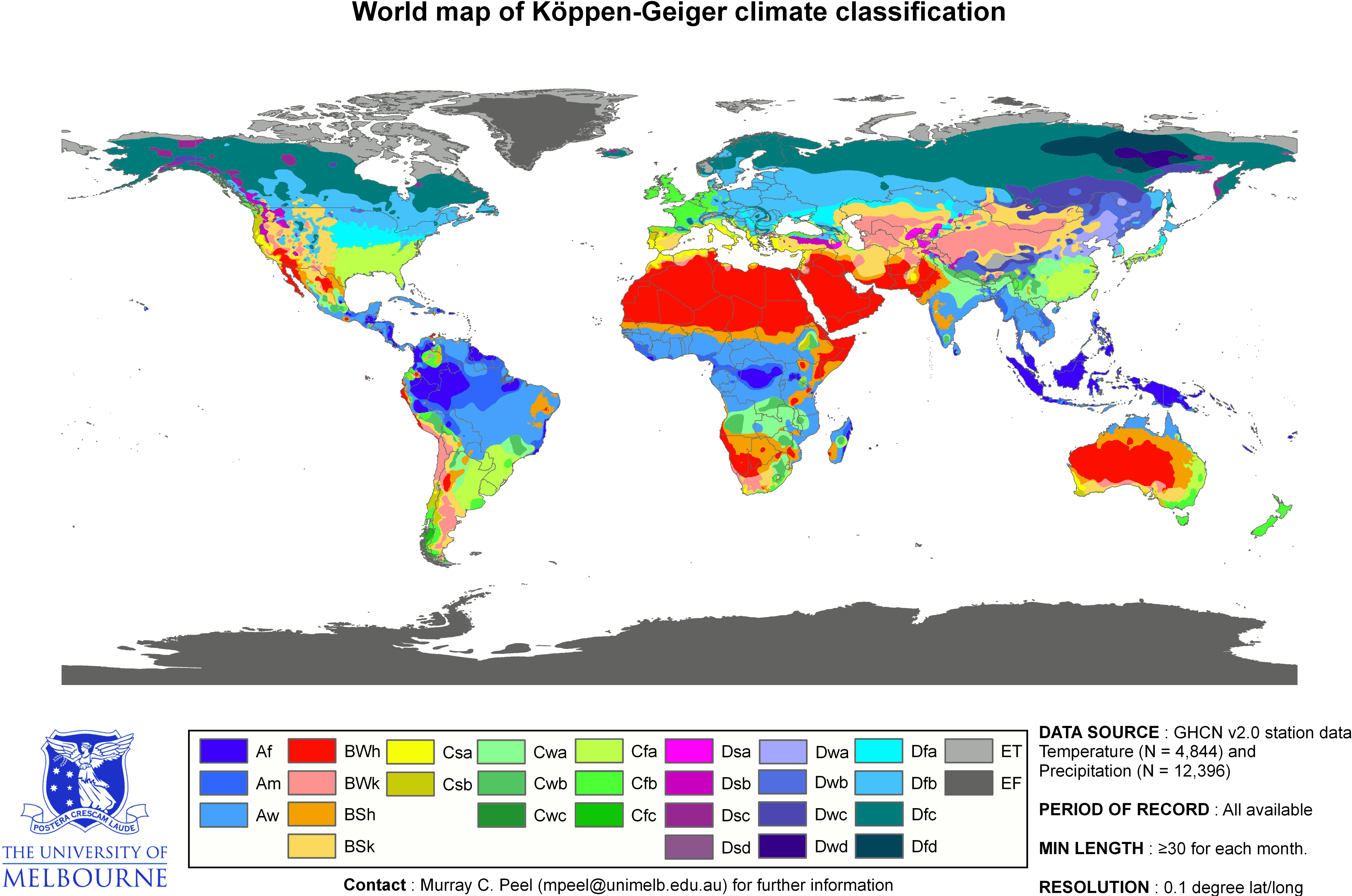
Carte des climats de Köppen-Geiger, fondée sur les précipitations et les températures. Cette carte reste aujourd'hui une référence dans les domaines de l'hydrologie, de la géographie, de l'agriculture, de la biologie et de la climatologie, à travers ses recherches sur l'évolution des climats.

Les grandes formations végétales naturelles, appelées biomes, tendent à se disposer parallèlement aux grandes zones climatiques.
Les végétaux plus que les animaux se soustraient difficilement aux périodes de climat défavorables et de larges régions du globe ont dès lors une capacité de production agricole limitée  qui peut être éventuellement soutenue par l'irrigation.

### Zones peu propices à l'agriculture
L'inlandsis de l'Antarctique, continent le plus froid mais aussi le plus sec et le plus venteux - n'est pas propice à l'implantation de plantes vasculaires et est inhabité, tout comme l'inlandsis du Groenland. Dans une zone correspondant aux climats polaires et de toundra (EF et ET) et d'autre part le climat subarctique (Dfc, Dfd, Dwc, Dwd, Dsc, Dsd), constituée principalement par un océan gelé, des terres très froides de toundra et plus bas, par la très large continuité boisée (10 % des terres émergées) de la forêt boréale, la survie des populations humaines est largement tributaire de la pêche, de la chasse et dans le Nord de l'Europe associée à un pastoralisme nomade basée sur le renne. Ce sont des sols partiellement gelés toute l'année (pergélisol) et pour lesquels toute activité biologique se trouve confinée dans la fine couche superficielle qui dégèle chaque été. Elle est le support d'une végétation suffisante pour offrir un pâturage à des animaux, comme le caribou, le renne et le bœuf musqué. Le surpâturage conduit rapidement à l'érosion de ces sols fragiles.
Les déserts et terres arbustives xériques (écorégion terrestre du WWF), correspondant aux climats désertiques (BWh et BWk), voire semi-arides (BSh et BSk) sont des écorégions dans lesquelles, l'évaporation dépassant les précipitations, il est difficile voire impossible de maintenir des cultures. De nombreux déserts, comme le Sahara, sont chauds toute l'année, mais d'autres, comme le désert de Gobi en Asie, sont devenus tout à fait froids en hiver. La végétation y est rare, basse et atrophiée. Elle a évolué pour minimiser la perte d'eau (xérophyte). La biodiversité animale y est tout aussi bien adaptée et diversifiée. Ces régions autorisent un pastoralisme nomade. Ce sont des écorégions très sensibles au pâturage ou au surpâturage, à la perturbation du sol, à la combustion, au labour, et autres modifications de la couverture. Certaines tentatives de conversion des terres à l'agriculture pluviale ou non y ont été catastrophiques.

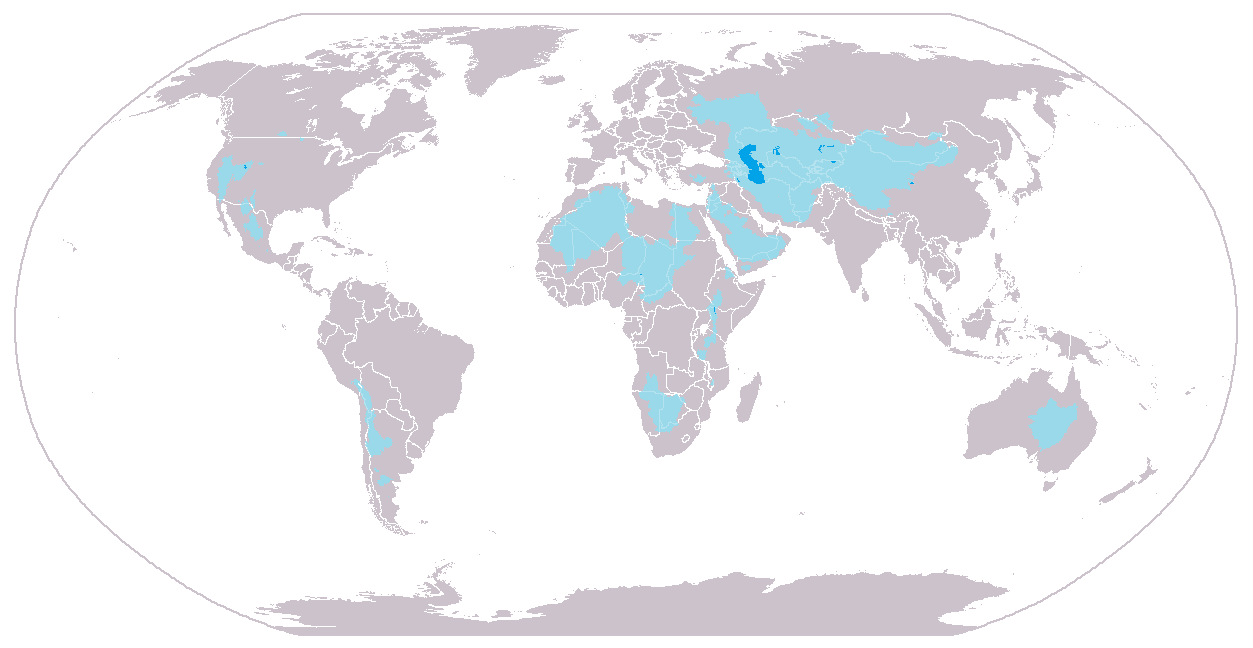
Bassins endoréiques majeurs : bassin du Tchad au centre de l'Afrique, bassin du Kalahari, bassin de la mer Caspienne et de la mer d'Aral, bassin du Tarim.

Les régions arides sont aussi souvent des bassins endoréiques (parmi lesquels bassin du Tchad) d'où l'eau ne peut s’échapper que par évaporation ou par infiltration. Les minéraux qui sont abandonnés aux précipitations sous forme de sels contribuent par évaporation à saliniser les eaux et les sols formant à leurs points les plus déprimés des plaines inondées et salées, des mares et des lacs salés tous peu propices à la vie végétale, halophiles et gypsophiles exceptés, dans des cas extrêmes des déserts de sels (voir aussi chott, sebkha, playas, kevirs, bolsónes, garras, dayas, gueltas, salars, lagunas, solonchaks, solonetz, kévirs iranien, harhas syrien, pans en Afrique australe, sais Gobi, laagtes Kalahari). Les oasis (ouadis) du Kanem, zone désertique parsemée d'épineux au Nord du lac Tchad ont la particularité d'avoir en leur centre une nappe d'eau saumâtre, riche en carbonate de sodium, dans laquelle se développe naturellement la spiruline, variété d'algue bleu-vert, connue sous le nom local de Dihé, extrêmement riche en protéines, en fer et en bêtacarotène employée localement en sauce, mais aussi séchée au soleil en galettes, alors consommées, vendues sur le marché ou exportées vers les pays voisins (Nigeria, Niger..)

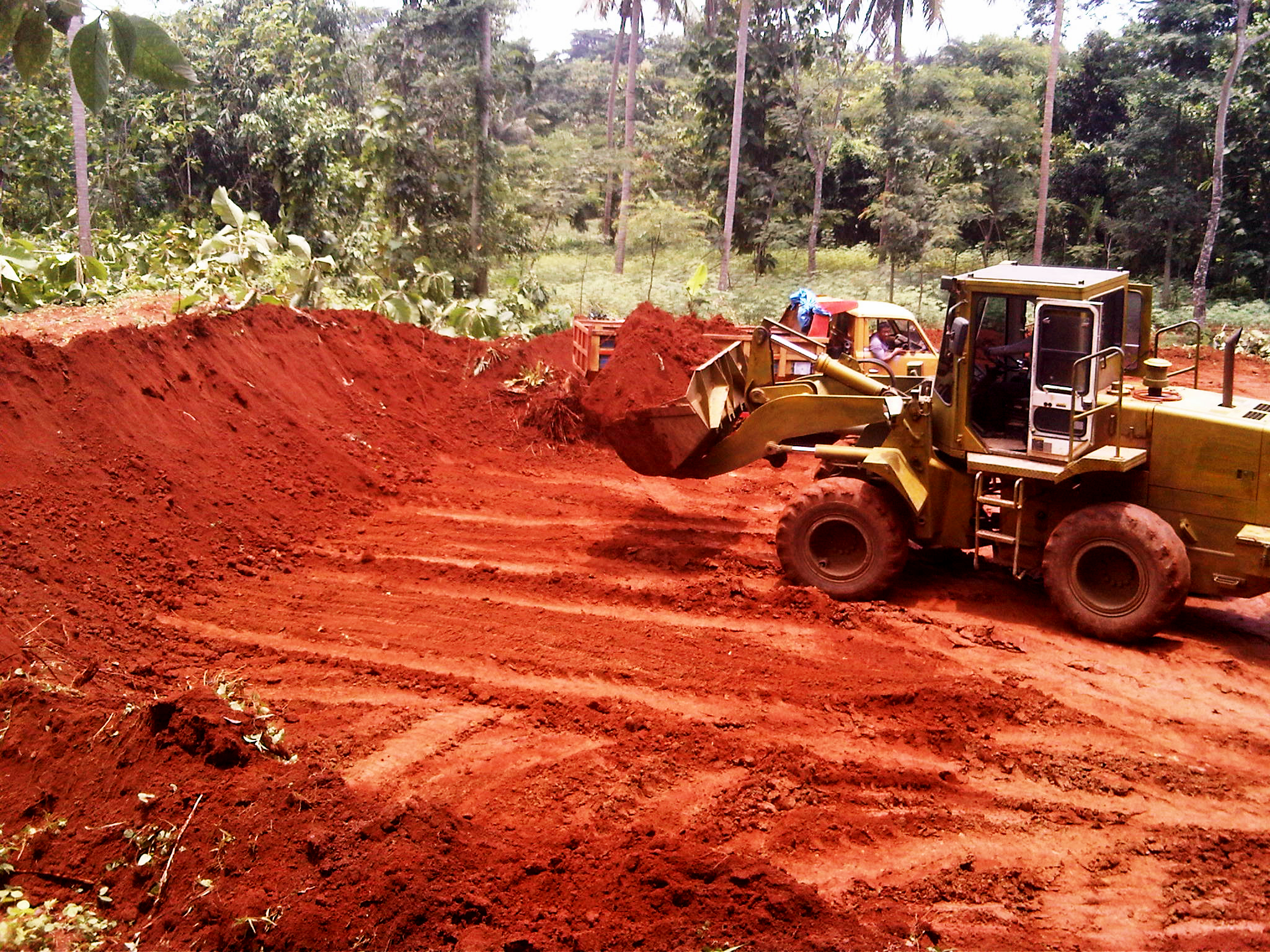
Latérite à Tanah Merah (Indonésie).

Le climat tropical et le climat équatorial produisent des sols latéritiques de couleur rouge, des sols pauvres sur lesquels la végétation naturelle est la forêt dense (ou jungle). Les sols latéritiques obtenus par une hydrolyse alcaline des sols, dans des zones à forte humidité et température, sont caractérisés de bas en haut par un horizon de départ, poreux, c'est-à-dire la zone d'attaque de la roche, puis un horizon tacheté correspondant à un premier degré d'accumulation, puis un horizon rouge représentant un stade plus avancé, enfin un horizon supérieur « podzolé », c'est-à-dire appauvri sous l'effet d'un lessivage. Sous forêt les hydroxydes floculent vers la base du sol, alcaline; des argiles plus ou moins enrichies en hydroxydes, se forment au-dessus, en milieu plus acide; lorsque ce matériel passe en conditions de savane, l'évaporation entraîne des remontées, les hydroxydes précipitent alors, se déshydratent, cristallisent, et l'on aboutit à une cuirasse latéritique. Le défrichage des zones forestières tropicales en vue de l'agriculture entraîne rapidement la formation de cette cuirasse stérile et s'avère, pour cette raison entre autres, catastrophique dans la plupart des cas.

### Terres propices à l'agriculture
Les régimes hydriques des sols Udic, Ustic et Xeric de la taxonomie des sols de l'USDA renseignent sur des sols favorables à la croissance des plantes. Pour Udic la disponibilité en eau est suffisamment élevée toute l'année d'une part, pour Ustic, commun dans les régions semi-arides, de graves périodes de sécheresse peuvent se produire. Grosso modo on retrouve ces régimes, au centre et à l'est des États-Unis, sur l'ensemble de l'Amérique du Sud, sur le centre de l'Afrique jusqu'au Sahel, sur l'Europe, le sud de la Russie, l'Asie du sud, du sud-est et de l'est, le pourtour de la mer Méditerranée. Toutefois la qualité des sols ; la manière dont les précipitations se produisent, va conditionner différents types de cultures.

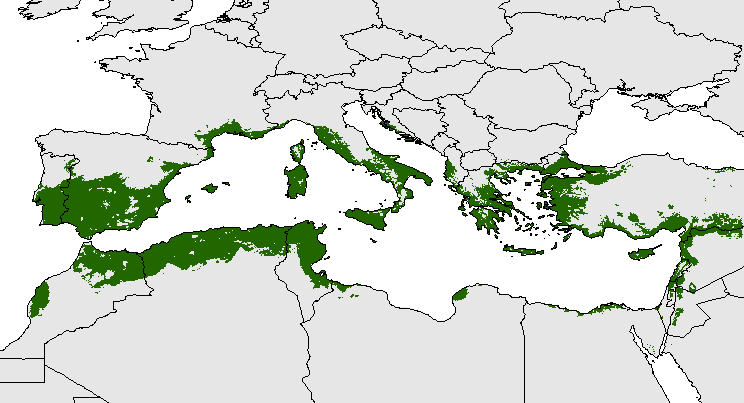
Répartition potentielle de l'olivier dans le bassin méditerranéen. L'olivier est un arbre exigeant en lumière, qui craint l'humidité excessive et qui supporte des sécheresses exceptionnelles. C'est un indicateur biologique du bassin méditerranéen.

À la suite de Louis Emberger, les types de climat méditerranéens (Xeric) rapportés à la végétation sont principalement caractérisés par une sécheresse estivale présente ou prépondérante, indépendamment des valeurs thermiques hivernales. À cette condition, ils se superposent exactement à la végétation méditerranéenne. Ce biome se situe dans d'autres régions de climat méditerranéen telles la Californie, le Chili, l’Afrique du Sud ainsi que le Sud de l'Australie. L'olivier est un indicateur biologique du bassin méditerranéen.

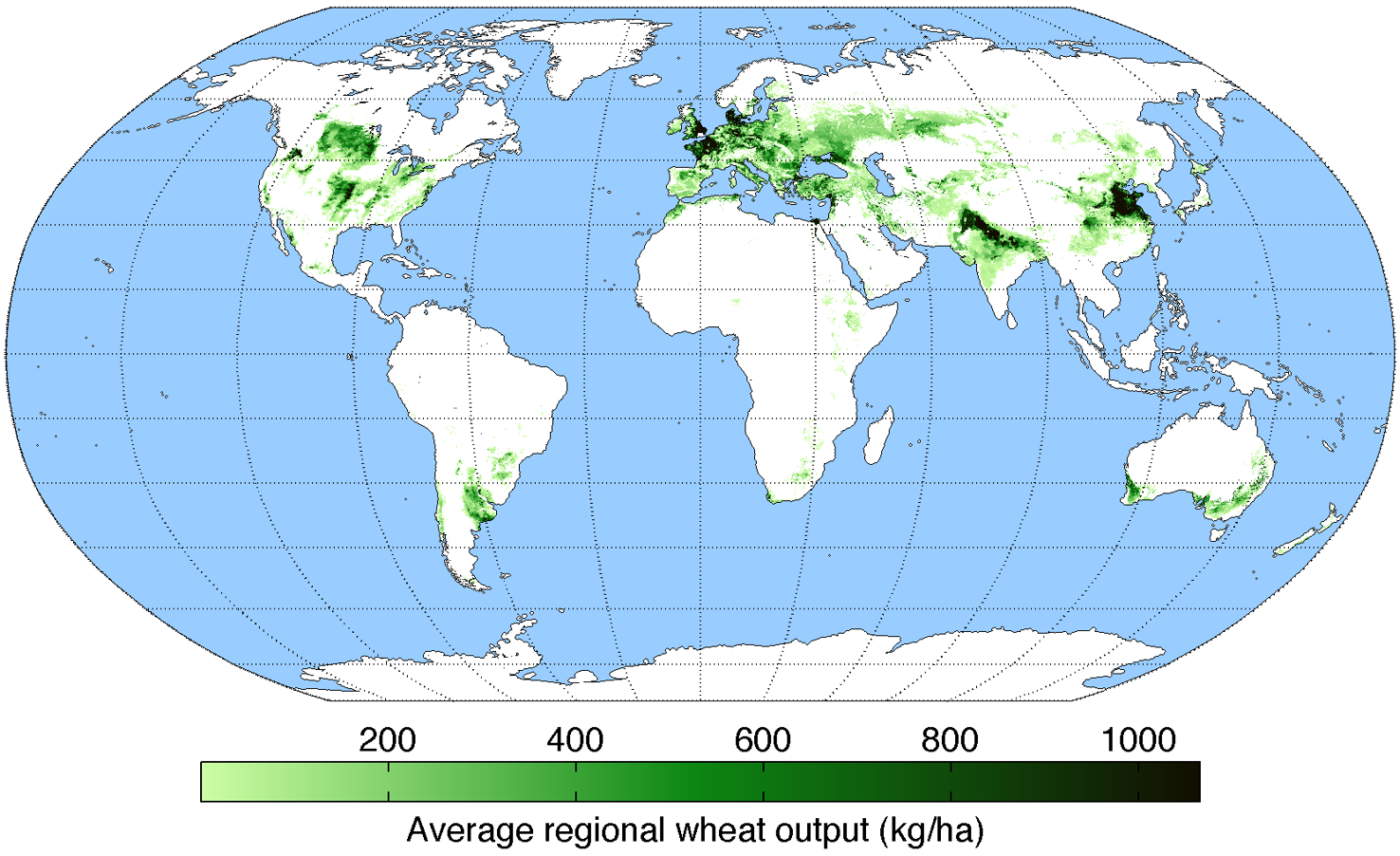
Production mondiale de blé : l'Europe est le premier producteur devant la Chine, l'Inde, les États-Unis et la Russie.

La majorité des terres cultivées, entre autres cultures du riz, du blé, des légumineuses et du maïs est répartie dans l'hémisphère nord, dans la zone tempérée, et en Asie du Sud, du Sud-Est et de l'Est.

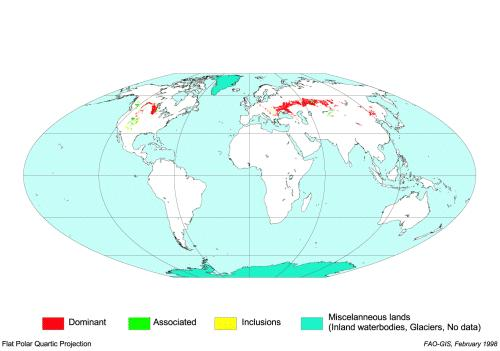
Distribution mondiale des sols de type tchernoziom (en rouge).

Les grandes cultures céréalières, surtout celle du blé, remplacent les étendues de prairies, savanes et terres arbustives tempérées que l'on retrouve dans les Grandes Plaines des États-Unis, les prairies canadiennes, la steppe pontique eurasienne. L'essentiel de la production agricole de l'Argentine provient de la région de la Pampa, toutefois le secteur agricole argentin est essentiellement orienté vers l'élevage extensif. Le Cerrado brésilien destiné à l’élevage bovin, au maïs, à la canne à sucre et surtout au soja forme un autre pôle de céréaliculture commerciale extensive. Le sol typique de la prairie, le tchernoziom (la terre noire), caractérisé par un fort taux d'humus et d'argile qui lui confère une réserve d'eau utile importante est souvent considéré comme le meilleur sol au monde pour l'agriculture. Le tchernoziom fait le succès de la Russie, de l'Ukraine et du Kazakhstan, qui comptabilisent 25 % des exportations mondiales de blé. Le croissant fertile forme un autre milieu steppique, coincé entre le désert de Syrie et les chaînes montagneuses du Taurus et du Zagros, sur lequel sera domestiqué le blé, et débutera la sédentarisation de l'homme, il y a 10 000 ans. La qualité de ces sols est contrebalancée par un climat semi-aride dans lequel les sécheresses peuvent s'avérer catastrophiques (Le Dust Bowl, par exemple, qui a touché la région des Grandes Plaines aux États-Unis et au Canada dans les années 1930 a marqué tous les esprits).
Une agriculture productiviste commerciale s'est développée dans des régions au sol et au climat particulièrement favorables, permettant une agriculture pluviale: L'Europe de l'Ouest, l'est du cerrado, la côte sud-est de l'Australie et le Japon. Elle permet à des pays de la taille de la France ou de l'Allemagne de se maintenir dans le top 10 des producteurs de blés. Le record de production de céréales à l'hectare est détenu par la Belgique avec plus de 9 000 kg/ha soit quatre fois plus que la Russie. La production peut être qualifiée d'intensive et productiviste, profite d'un climat tempéré (Climat océanique, hivers doux et pluvieux et des étés frais et relativement humide, climat continental humide, climat subtropical humide, étés chauds et humides et hivers courts) et fait usage d'engins agricoles et d'intrants. L'Empresa Brasileira de Pesquisa Agropecuária a adapté les variétés les plus courantes de céréales aux spécificités du climat du cerrado, faisant du Brésil une puissance agricole. Certains pays comme le Japon peuvent grâce au climat tropical, réaliser deux récoltes sur l'année.

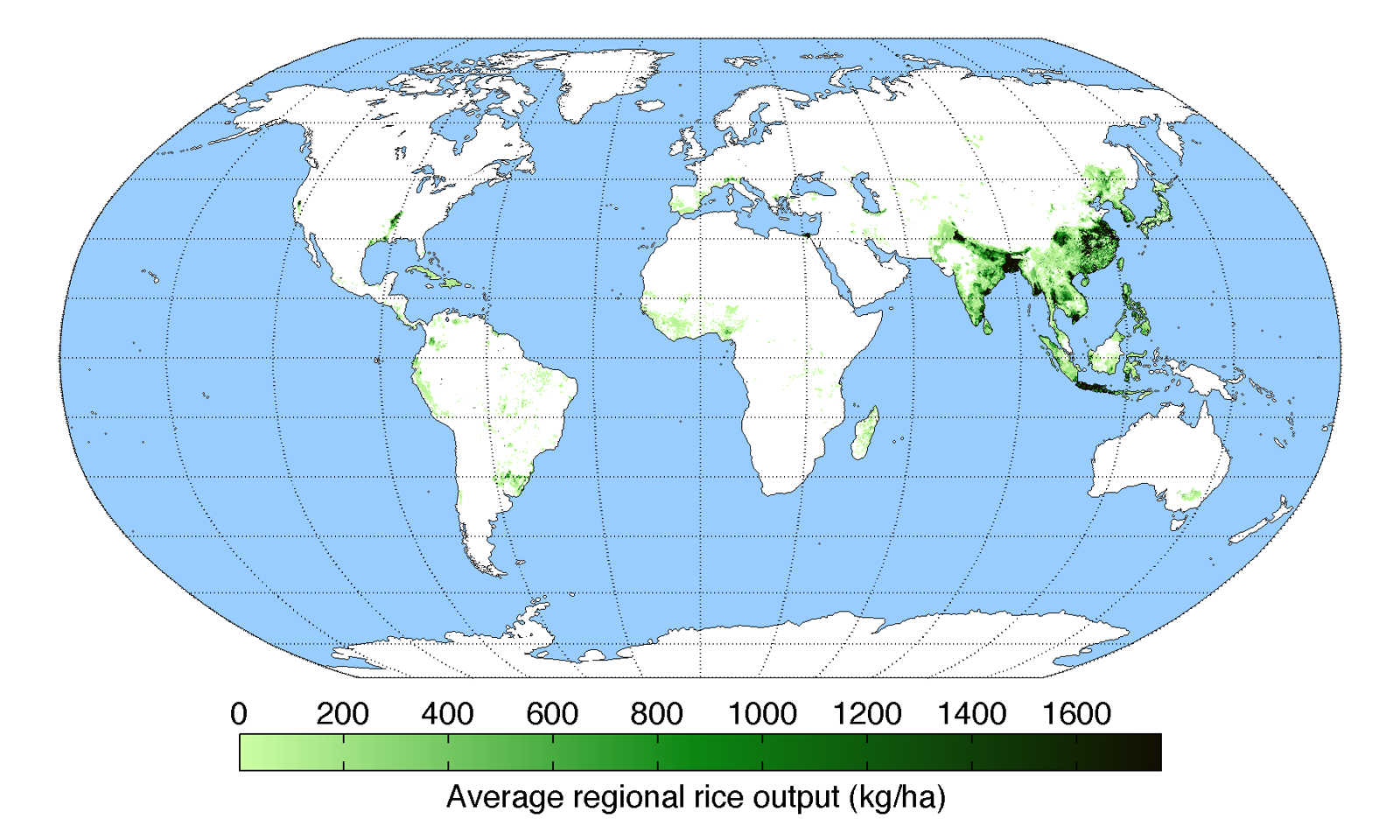
Culture du riz.

La culture du riz est associée à l'Asie et au climat de mousson pour lequel il y a lieu de distinguer mousson d'été (humide) et mousson d'hiver (sèche). Kharif désigne les cultures et récoltes au cours de la saison des pluies (mousson pluvieuse) dans la région d'Asie du Sud, qui dure entre avril et octobre en fonction de la zone envisagée. Les cultures kharif principales sont le mil et le riz. Kharif contraste avec rabi, les cultures irriguées de la saison sèche. Les deux mots sont venus avec l'arrivée des Moghols dans le sous-continent indien et sont largement utilisés depuis lors. Les cultures rabi sont semées à la mi-novembre, après que les pluies de mousson sont terminées, et la récolte commence en avril/mai. Les cultures sont cultivées soit avec l'eau de pluie qui a percolé à travers le sol, ou soutenues par l'irrigation. Une bonne pluie en hiver gâte les cultures rabi mais est bon pour les cultures kharif. La récolte rabi majeure en Inde est le blé, suivi par l'orge, la moutarde, le sésame et les pois. Les pois sont récoltés tôt, car ils sont prêts tôt: les marchés indiens sont inondés avec des pois verts de janvier à mars, avec un pic en février. Les cultures kharif sont généralement semées avec le début des premières pluies vers la fin mai dans le sud du Kerala au cours de l'avènement de la saison de mousson du sud-ouest. Comme les pluies de la mousson avancent vers le nord de l'Inde, les dates de semis varient en conséquence et atteignent juillet dans le nord de l'Inde.

## Eau et production animale
Les zones de bétail sont dominantes en Afrique, Amérique du Sud et en Australie.
L'eau représente 80 % du volume du sang des animaux. Elle est essentielle aux fonctions de l'organisme telles que le maintien de la température interne, la digestion, l'élimination des déchets et l'absorption des nutriments. Le lait contient environ 87 % d'une eau qui doit immanquablement être renouvelée quotidiennement pour les bêtes allaitantes ou destinées à la production laitière. Une vache en lactation (Une Holstein en Ontario) par exemple peut consommer plus de 100 litre d'eau par jour pour une production de lait approximative de 30 kg/jour. La qualité de l'eau, notamment en ce qui a trait à la température, à la salinité et à la présence d'impuretés qui en affectent le goût et l'odeur, influe sur les taux de consommation. La quantité d'eau dont un animal a besoin diminue lorsque la teneur en eau de ses aliments est relativement élevée. Un bovin d'engraissement peut consommer entre 15 et 75 litre/jour, un porc à l'engrais entre 3 et dix litres par jour. Les moutons au pâturage, surtout durant les saisons fraîches, n'ont pas besoin de beaucoup plus d'eau que ce qui leur est fourni par les fourrages. Ils boivent davantage par temps chaud et sec. Un agneau à l'engraissement consomme 4 litres d'eau/jour par exemple.
La consommation importante en eau de certaines espèces domestiques les a exclues des régions arides. Pour ces mêmes régions, l'élevage est souvent la seule source de subsistance (production pastorale pure), le dromadaire, souvent des ovins et des caprins dans les zones semi-arides.

## Empreinte eau
Les produits d'origine animale ont par tonne de produit, généralement une empreinte eau plus importante que les produits végétaux. La même chose est vraie au regard de l'empreinte eau par calorie. L'empreinte eau moyenne par calorie pour la viande bovine est vingt fois plus grande que pour les céréales et les féculents. Il a été constaté que l'empreinte eau par gramme de protéines pour le lait, les œufs et la viande de poulet est environ 1,5 fois plus grand que pour les légumineuses. Pour la viande bovine, l'empreinte eau par gramme de protéine est 6 fois plus grande que pour les légumineuses. Dans le cas de matières grasses, le beurre a une empreinte eau relativement faible par gramme de matière grasse, même plus faible que celle des cultures oléagineuses. Tous les autres produits d'origine animale, cependant, ont de plus grandes empreintes eau par gramme de matière grasse que celle des cultures oléagineuses. À propos des ressources en eau douce, il est plus efficace de chercher des calories, des protéines et des graisses dans les produits végétaux que dans les produits d'origine animale.
En terme d'eau virtuelle, la production animale mondiale nécessite environ (2 422 Gm3 d'eau par an. Un tiers de ce volume est pour le secteur bovin de boucherie; un autre 19 % pour le secteur bovin laitier. La majeure partie du volume total d'eau (98 %) est constitué par l'empreinte eau du fourrage. L'eau potable pour les animaux, l'eau de service et l'eau de mélange pour la nourriture comptent respectivement pour seulement pour 1,1 %, 0,8 % et 0,03 % du total.
L'empreinte eau de la viande provenant de bovins de boucherie (15 400 m3/tonne en moyenne mondiale) est beaucoup plus grande que celle de la viande de mouton (10 400 m3/tonne), de porc (6 000 m3/tonne), de chèvre (5 500 m3/tonne) ou de poulet (4 300 m3/tonne). L'empreinte hydrique moyenne mondiale des œufs de poulet est de 3 300 m3/tonne, tandis que l'empreinte eau du lait de vache à 1 000 m3/tonne.

## Eaux agricoles
L'eau tombe du ciel en hydrométéores, en pluies régulières ou brutalement en mousson ou en pluies torrentielle sous orage. Là elle ruisselle à la surface de la terre, parcourt une certaine étendue de terrain, devient eau courante et se charge de sédiments. Là les eaux sont stagnantes, à la surface du sol ou à faible profondeur par suite du défaut de pente d'un champ ou d'un pré et de l'imperméabilité du sol ou du sous-sol, ou retenues par la nature spongieuse ou tourbeuse du terrain. Là elle se réunit en flaque, en marre ou en étang et devient eau dormante. Là sur un terrain en pente, les eaux prennent de la vitesse, elle se condensent en rivières, les irrégularités du courant attaquent et corrodent les rives et par défaut de profondeur du lit, elles submergent et inondent les vallées et les plaines qu'elles traversent. Là elle pénètre par infiltration elle atteint et se stocke dans la zone racinaire des plantes, c'est la partie des précipitation dite « efficace  » qui va contribuer à la croissance végétale; une autre partie va enfin percoler au-delà et atteindre la nappe phréatique et les aquifères où elle est désormais disponible par un puits, par forage.
Pour mieux profiter des effets bénéfiques et nécessaires de l'eau, l'homme cherche à remédier à ses pénuries et à ses effets néfastes, il endigue, draine ou crée des réservoirs, canalise et irrigue.

### Eau des précipitations et agriculture pluviale
L'agriculture pluviale est un type d'agriculture qui dépend entièrement des précipitations pour son approvisionnement en eau. Elle fournit encore quelque 60 % des aliments produits à l'échelle de la planète. L'agriculture pluviale n’est possible que dans les régions où la répartition des pluies permet au sol de garder suffisamment d’humidité pendant les périodes critiques de la croissance des plantes cultivées. Elle est quasi-généralisée dans les pays septentrionaux, au Brésil, en Argentine et dans le centre de l'Afrique. Elle forme une partie de la production de beaucoup d'autres pays, etc. L’agriculture non irriguée représente environ 60% de la production des pays en développement.

### Eau des inondations
Conséquence de la pluviométrie ou de la fonte des neiges, le fleuve rentre en crue. De grand fleuves comme le Tigre, le Brahmapoutre ou l'Euphrate, concentrent plus de la moitié de leur flux annuel en deux ou trois mois de crues. La variation du Nil Bleu est de 1 à 40 entre avril et septembre et le fleuve Sénégal de 1 à 368 à Bakel, entre avril et septembre. La violence des crues de certains fleuves a rendu nécessaire la construction de barrages qui distribuent les surplus d'eau vers des dépressions, des réservoirs artificiels, des canaux, afin de mettre villes et campagnes à l'abri des inondations. Ces réseaux d'autre-part fournissent en eau les terres cultivées. Au Bangladesh par exemple l'eau des crues annuelles charrie 2 millions de tonnes de limons venus de l'Himalaya, indispensable à la fertilisation des terres agricoles. Qu'il s'agisse des de mousson, de la fonte des neiges de l'Himalaya ou de cyclones tropicaux, le Bangladesh est le siège d’inondations dramatiques comme celle de 1998, résultat des moussons particulièrement intenses et d'un dégel particulièrement abondant, où 66 % du pays était sous l'eau.
Le tassement des sols par les machines agricoles, le choix de monoculture (celle du mais ne retient pas l'eau), le drainage des zones humides, en plus du bétonnages des sols a fait que l'eau ruisselle beaucoup plus rapidement et vient grossir les fleuves de manière artificielle.

### Réservoirs d'eau douce

#### Eau des montagnes
Les montagnes sont les châteaux d’eau du monde. Dans les régions semi-arides et arides, 70 à 90 % de l’eau des fleuves vient des montagnes et dans les zones tempérées, 30 à 60 % de l’eau douce provient des bassins versants d’altitude. Les montagnes interceptent l’air circulant autour du globe et le poussent vers le haut où il se condense en nuages de pluie et de neige. Les montagnes stockent l’eau sous forme de neige et de glace, qui fond durant les périodes plus chaudes, souvent celles ayant les plus faibles précipitations

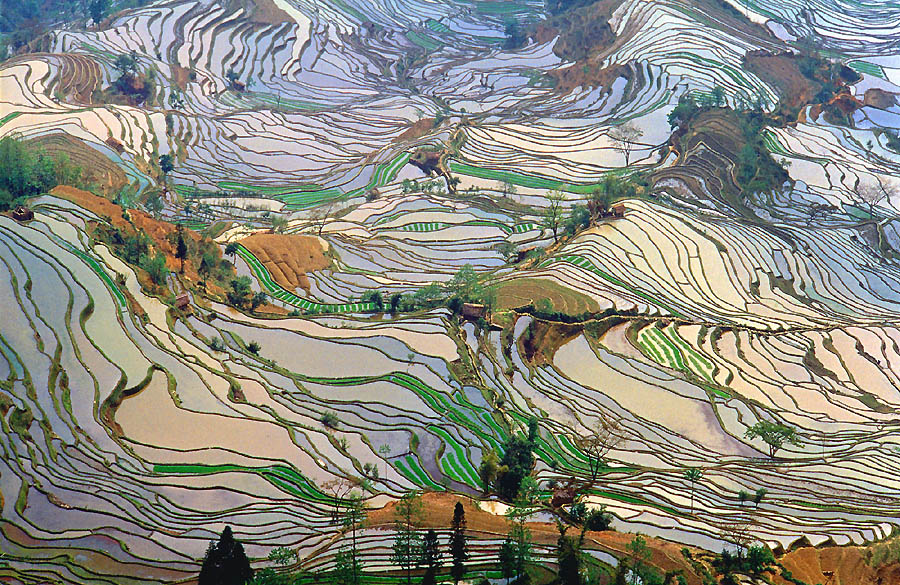
Rizières en terrasse des Hani de Honghe (Yunnan, Chine).

Le rôle de stockage de l'eau est aussi assuré par les sols de montagne. Le paramo et la puna jouent ce rôle dans la cordillère des Andes. Le système de terrasses dans les zones montagneuses, typique des techniques de submersion d’eau des rizières, permet la culture sur des pentes même très raides, et présente des avantages en matière de contrôle des inondations, d’infiltration et de recharge des nappes. Il empêche également l'érosion du sol et les glissements de terrain. Les rizières en terrasses sont le patrimoine des Philippines (Rizières en terrasses des cordillères des Philippines), de la Chine (Rizières en terrasse des Hani de Honghe, etc.)
En montagne, les taux d'érosion sont plus élevés et la perte de fertilité par le lessivage des éléments nutritifs plus accentuée qu'ailleurs. En raison des basses températures qui prévalent à des altitudes plus élevées, la croissance des plantes et la formation du sol sont plus lents, et le couvert végétal est plus rare que dans les zones de plaine. Les aménagements des bassins versants parmi lesquels la déforestation ont un impact massif en aval. Les prévisions montrent que dans certaines régions de montagne, le réchauffement climatique va apporter des avantages régionaux et locaux. Des températures plus élevées vont permettre aux agriculteurs de cultiver des plantes à des altitudes plus élevées et permettent aux plantes de produire des rendements plus élevés. Une saison de croissance prolongée et la décomposition accélérée des sols vont conduire à une amélioration de l'absorption des nutriments par les arbres et autres plantes, ce qui peut à son tour augmenter la croissance et la productivité. Cependant, pour de nombreuses zones de montagne dans le Sud, les modèles prédisent que la disponibilité de l'eau diminuera et précipitations deviendront plus erratique. Le changement climatique va aggraver les conditions de vie de la plupart des habitants de la montagne et aura également des répercussions lourdes sur la vie des personnes vivant en aval Parmi les montagnes dont dépend le plus l'approvisionnement des terres basses arides on trouve au Mexique la Sierra Madre occidentale plus largement les chaînes côtières du Pacifique, en Amérique du Sud la cordillère des Andes, en Europe-Asie, les chaînes de montagnes du système alpino-himalayen, l'Atlas, les cordillères Bétiques, les Pyrénées, les Apennins, les Alpes, les Balkans et les Carpates, l'Anatolie, le Caucase, le plateau Iranien et l'Himalaya, en Afrique, le grand rift est-africain, les hauts plateaux de la Zambie et de l'Angola.
Le ravinement des flancs de montagne provoqué par les torrents débouche sur un badland, terre inculte la plupart du temps.

#### Eaux souterraines
Le succès de l’expansion de l’irrigation, est dû en grande partie à l’exploitation des eaux souterraines à l’aide de puits artésiens, méthode qui à l'avantage sur les grands projets d’irrigation par gravité et retenues d’eau de préserver les terres agricoles et l’habitat. Le développement agricole fondé sur les nappes phréatiques n’est pas viable s’il utilise de l’eau fossile ou si les taux d’extraction dépassent les taux de renouvellement. La surexploitation des aquifères conjuguée à une régression et dégradation des sols (dues principalement aux activités de l'homme) favorisant le ruissellement de l'eau plutôt que son infiltration, a conduit à une baisse des du niveau des nappes.
La dégradation des ressources hydriques qu’entraîne une exploitation excessive de la nappe phréatique par le creusement de puits artésiens est désormais reconnue comme cause de désertification dans plusieurs pays, notamment l’Inde.

#### Eaux de surface
Les cours d'eau sont détournés pour les besoins de l'irrigation.
Des réservoirs d'eau naturels tels les lacs ou artificiels sont mis à profit pour l'irrigation. Les États créent des ouvrages importants (barrages et canaux) visant à irriguer des terres fertiles mais privées de ressources abondantes en eau. Les grands ouvrages d'eau à destination de l'agriculture font partie de l'histoire de l'agriculture et de la civilisation.
La « collecte de l'eau de ruissellement » (en anglais « Water harvesting » - WH) consiste en la collecte des eaux de ruissellement à des fins productives. L'eau de ruissellement prélevée sur une terre non cultivée, est dirigée vers une zone cultivée. La collecte de l'eau de ruissellement (WH) peut être considérée comme une forme rudimentaire d'irrigation (dans certaines zones, on parle de culture de ruissellement - runoff farming). La différence est qu'avec WH, l'agriculteur (ou plus généralement l'agro-éleveur) n'a aucun contrôle sur le calendrier. Les eaux de ruissellement ne peuvent être récoltées qu'en cas de pluie.

#### Mécanismes propres à l'élévation des eaux

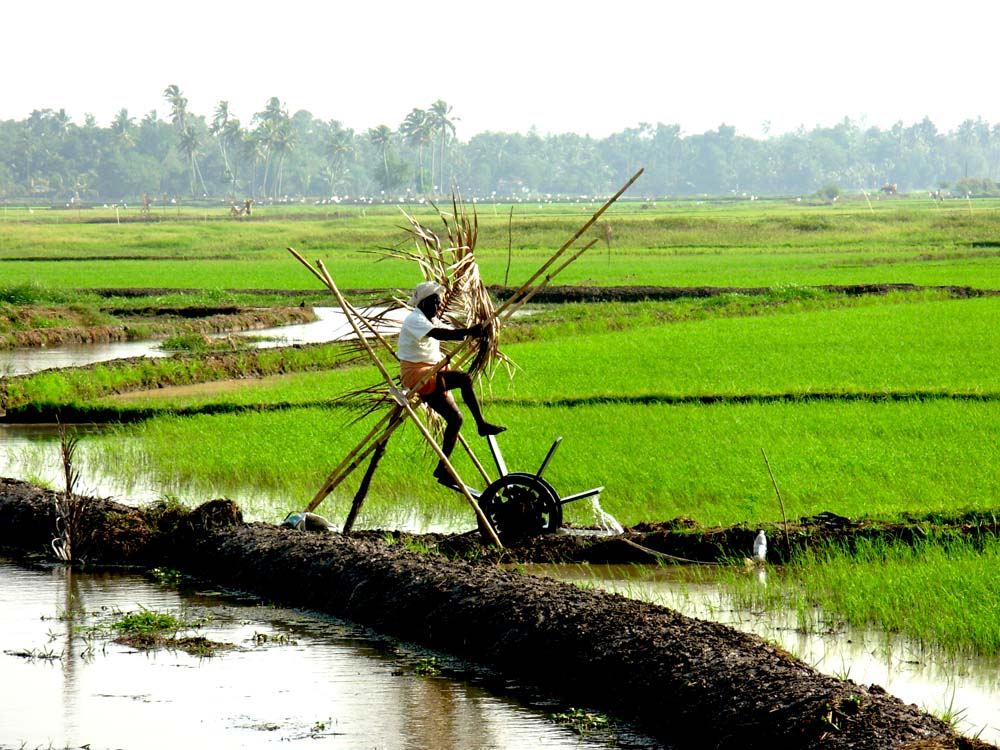
Irrigation en Malaisie (?)

Lorsque le terrain que l'on veut arroser est trop élevé pour que l'on puisse y amener par une simple dérivation, les eaux d'un cours d'eau voisin et quand on ne peut pas établir un canal partant d'un point assez éloigné de ce courant pour obtenir la pente nécessaire, il n y a d'autre moyen que d'établir un barrage en travers de son lit pour faire remonter les eaux et les dériver. Certains de ces barrages sont faciles à réaliser sur des petites rivières, par exemple en pierre sèche, mais d'autres devront faire appel à la connaissance de l'ingénieur. Le cas échéant une chute d'eau est utilisée comme force motrice pour porter l'eau à la hauteur requise par le système d'irrigation.
À la révolution industrielle on profite souvent des roues hydrauliques des moulins et usines à proximité en attachant aux aubes des godets fixes ou mobiles disposés de manière qu'ils se remplissent quand ils sont en position basse et qu'ils se déversent latéralement dans une auge en position haute. Lorsqu'on n'a pas cette ressource, la force motrice peut être donnée par un petit moulin à vent. Pour de petites hauteur on utilise la vis d'Archimède. Pour de plus grande élévations, on emploie des chapelets à godets ou des norias. Des pompes à bras rustiques en bois sont aussi employées.

### Irrigation
Les avantages de l’irrigation sont nombreux: elle permet d’augmenter la superficie des surfaces cultivées, d’améliorer les rendements, d’assurer parfois plusieurs récoltes et, de façon générale, en se libérant des variations climatiques, d’intensifier et de stabiliser la production.
En tant qu'apport artificiel d'eau, l'irrigation intéresse avant tout les régions sèches du globe. Grosso modo, l'irrigation est utile ou nécessaire pour corriger le climat sur près du tiers des terres émergées. Elle conditionne à des degrés divers la vie sédentaire dans toutes les régions où la pluie manque. Le climat désertique règne sur un cinquième des terres émergées et, sur le pourtour de ces zones arides, le régime pluvial de transition rend aléatoire le succès régulier des cultures. L'eau pénètre dans ces contrées par des rivières, les traverse en des fleuves puissants tels que le Nil, l'Euphrate ou l'Indus, ou encore s'accumule en nappes souterraines, à des profondeurs variables. Toutefois ces cours d'eau sont capricieux, le débit irrégulier, les ruissellements de surface difficile d'exploitation. Les hommes ne peuvent disposer de cette eau qu'en régularisant le cours et le débit des rivières, en stockant les eaux dans des réservoirs, en les dirigeant par des canalisations vers les terres à arroser, en les élevant enfin jusqu'aux terres situées bien au-dessus des chenaux d'écoulement naturel. Ailleurs, il faut amener à la surface par des puits (puits artésien) ou des galeries souterraines (Les qanats) l'eau des niveaux enfouis dans le sol. Le coût économique de ces installations est un facteur limitant de leur propagation.
L'irrigation doit éviter autant une sous-alimentation qu'une suralimentation en eau des plantes. Il faut connaître, pour chaque espèce particulière, ses besoins en eau, l'époque la plus favorable de son irrigation, le nombre optimum des arrosages, leur durée, l'épaisseur de la nappe d'eau, à appliquer à telle surface et finalement la profondeur à laquelle l'eau doit pénétrer. Dans cette estimation interviennent non seulement les facteurs climatiques, la quantité et la répartition des pluies tombées, mais aussi les conditions pédologiques, à savoir la topographie des sols et leurs qualités physicochimiques : nous ne citons ici que leur vitesse d'infiltration, leur capacité en eau, leur perméabilité et leur cohésion, etc. Un autre facteur tient à la nature de la plante : elle conditionne, à son tour, un mode d'irrigation, foncièrement différent d'espèce en espèce.
Il y a lieu de distinguer en outre irrigation par immersion, par aspersion et au goutte-à-goutte (appelée aussi micro-irrigation). L'irrigation par immersion est la principale utilisée en Chine.
En 1920, l'irrigation s'étendait sur 7 % des terres cultivées du globe, en 2012, la part irriguée sur les surfaces cultivée est de 21 %, soit 324 millions d'hectares. 70 % de cette superficie se trouve en Asie. Le volume total d'eau prélevé pour l'irrigation est de 2 700 km3.
L'Amérique totalise plus de 50 000 000 km2, l'Asie plus de 200 000 000 km2, l'Europe plus de 20 000 000 km2 et l'Océanie plus de 4 000 000 km2. Il y a lieu de distinguer l'irrigation à partir d'eau de surface, d'eau souterraine. L'Afrique par exemple a plus de 13 000 000 km2 de surface équipé pour l'irrigation, approximativement 2 500 000 km2 emploient les eaux souterraines, 11 000 000 km2 les eaux de surface. De manière marginale les eaux non conventionnelle sont employées. En Afrique on compte 14 963 km2 employant les eaux non conventionnelles.
Selon la FAO, il y a de l'irrigation dans 174 sur les 225 pays. Le pays le plus irrigués est l'Inde avec plus de 500 000 km2. Le sous-continent indien est aussi le plus densément équipés pour l'irrigation, surtout au pied de l'Himalaya. La Chine avec plus de 450 000 km2 vient en second, elle est irriguée dans sa partie Est, intensément irriguée dans les riches provinces du Jiangsu. L’Afrique dispose d’un vaste potentiel physique pour l’agriculture irriguée: les superficies irrigables sont importantes, d’énormes réserves d’eau peuvent servir à l’irrigation. En moyenne, 27 % de ce potentiel sont exploités en Afrique continentale, avec de larges disparités selon les régions. L’Afrique du Nord exploite déjà 79 % de son potentiel, mais dans les pays d’Afrique centrale qui disposent de ressources hydriques assez abondantes, une grande proportion de ce potentiel reste encore à exploiter. L’Afrique subsaharienne, qui compte à peine 4 % de terre arable irriguée, est encore loin de rejoindre la moyenne mondiale de 18,5 %.

### Irrigation déficitaire
Diverses pratiques peuvent être mises en œuvre pour que l'agriculture utilise l'eau plus efficacement. Il s’agit notamment de modifier le calendrier d’irrigation pour suivre de près les besoins en eau des cultures, en adoptant des techniques plus efficaces, telles que l’utilisation de systèmes d’irrigation par aspersion et goutte à goutte, et en mettant en œuvre la pratique de l’irrigation déficitaire (Deficit irrigation (en)). De plus, le changement de type de culture peut réduire la demande en eau ou déplacer la demande de pointe au plus fort de l'été lorsque la disponibilité en eau est minimale.

### Drainage agricole
En période de précipitations ou du fait de l'irrigation, les champs deviennent humides. L'eau s'infiltre dans le sol et est stockée dans ses pores. Lorsque la capacité de stockage du sol est dépassée – on dit que le sol est saturé – et que plus aucune eau ne peut être absorbée, des flaques peuvent se former à la surface du sol, l'eau percole alors à travers le sol depuis ces flaques pour atteindre les eaux souterraines. Le niveau piézométrique des eaux souterraine peut remonter très haut par rapport à la zone racinaire. La saturation du sol en eau peut durer trop longtemps pour la santé des plantes. Les racines des plantes nécessitent de l'air et de l'eau et la plupart des plantes ne peuvent pas résister à des sols saturés pendant de longues périodes (le riz faisant exception). Des mesures de drainages sont mises en place, qui consistent essentiellement en un drainage de surface et drainage profond. Pour le drainage de surface, des fossés peu profonds, également appelés drains ouverts se déversent dans des drains collecteurs plus grands et plus souterrain . Afin de faciliter l'écoulement de l'eau en excès vers les drains, le terrain se voit attribuer une pente artificielle au moyen d'un nivellement. Le drainage souterrain est l'élimination de l'eau de la zone racinaire. Elle est accomplie par des tranchées ouvertes profondes ou des canalisations enterrées (drain) qui abaissent le niveau piézométrique.

### Aridoculture
L'aridoculture désigne l'ensemble des techniques qui permettent la culture non irriguée en sol aride.

### Sources non conventionnelles en eau
Les sources d’eaux non-conventionnelles augmentent l’eau disponible à l’utilisation: On parle d'eau dessalée, eaux usées traitées, eau de drainage agricole.
L'eau dessalée est trop chère pour la plupart des cultures; elle n'est peut-être abordable que pour les cultures à fort rapport économique, en particulier lorsque les investissements sont subventionnés. La principale application du dessalement de l'eau consiste en la fourniture d'eau potable. Les techniques de dessalement les plus courantes sont la distillation thermique – pour le traitement de grands volumes d'eau (55 000 m3/jour) – et la technologie des membranes, l'électrodialyse inverse et l'osmose inverse.
L’eau salée est la pire ennemie de l’agriculture. Mais des expériences sont menées sur des cultures à l'eau saumâtre en milieu désertique.

### Eaux usées agricoles et pollution agricole des eaux
L'agriculture est une source de pollutions diverses, majeure dans le cas de la pollution des eaux. On parle de sédiments, de nutriments (engrais), de produits phytosanitaires (et Pesticides, Biocides.), mais aussi des sels et métaux lourds. L'élevage génère des déjections animales riches en azote et phosphore. Certains peuvent selon les cas conduire à une eutrophisation ou une anoxie des milieux, la prolifération d'espèces nitrophile.
L'eutrophisation peut se décomposer en plusieurs étapes : Des nutriments phosphorés et azotés, notamment des orthophosphates et nitrate, sont déversés en grande quantité dans le milieu aquatique; les eaux ainsi enrichies permettent la multiplication rapide d'espèces aquatiques (efflorescence algale, ou bloom), en particulier la prolifération d'algue ou de Cyanobactéries; Ces espèces sont difficilement éliminées par les organismes présent dans l'écosystème, vont donc se minéraliser et tomber au fond du milieu aquatique; la décomposition de la matière organique morte favorise la croissance des bactéries hétérotrophes qui consomment de l'oxygène dissout. Le dioxygène étant très limité dans l'eau, celui-ci est rapidement épuisé. Le développement éventuel de plantes flottantes — telles les lentilles d'eau, empêche le passage de la lumière et donc l'effet naturellement désinfectant des UV solaires, ainsi que la production photosynthétique d'oxygène dans les couches d'eau inférieures, tout en gênant les échanges gazeux avec l'atmosphère. La consommation d’oxygène devient supérieure à la production d’oxygène; le milieu devient alors facilement hypoxique puis anoxique, favorable à l'apparition de composés réducteurs et de gaz délétères (thiols, méthane); Il peut en résulter des processus listés ci-dessus la mort d'organismes aquatiques aérobies — insectes, crustacés, poissons, mais aussi végétaux —, dont la décomposition, consommatrice d'oxygène, amplifie alors le déséquilibre et entretient un cercle vicieux (Zone morte).
Les marées vertes sont de la même manière constituées par l'échouage de quantités importantes d'algues libres sur les rivages, consécutifs notamment à un apport en nitrates, issus des engrais provenant principalement de l'agriculture (élevage industriel & engrais).
L'agriculture peut en outre conduire à la pollution des nappes phréatiques.
Les effluents d'élevage consistent en:
Jus d'écoulement
Le « jus » ou « jus d'écoulement » ou « écoulement » est un liquide provenant de source agricole, à l'exception du purin et du lisier, s'échappant par ruissellement de l'aire ou du réservoir où il est produit ou stocké; les eaux pluviales ne sont pas considérées comme des jus d'écoulement;
Eaux de cour
Les eaux de cour sont les eaux issues des aires en dur, souillées occasionnellement par les animaux lors de leurs passages et par les engins agricoles lors de leurs manœuvres, à l'exclusion de toute aire de stockage proprement dite.
Eaux blanches
Les eaux blanches de laiterie sont les eaux issues du nettoyage du matériel de traite et de stockage du lait;
Eaux brunes
Les eaux brunes sont les eaux issues des aires non couvertes de parcours ou d'attente des animaux, souillées régulièrement par ces animaux;
Eaux vertes
Les eaux verte sont les eaux issues du nettoyage des quais de traite. Elles sont produites dans des zones régulièrement fréquentées par les animaux. Leur gestion relève des effluents d'élevage;
Pluie acide
Pesticides
On estime que chaque année, environ 4 millions de tonnes de pesticides sont appliqués dans l'agriculture dans le monde entier. Cela correspond à une moyenne de 0,27 kg par hectare de la surface terrestre de la terre. Dans de nombreux pays en développement, l'utilisation des insecticides est associé au passage d'une agriculture traditionnelle à une agriculture intensive.
Une zone riparienne tampon est une zone de végétation (une zone tampon) située près d'un cours d'eau, généralement boisé, qui contribue à l'ombrage et protège partiellement le cours d'eau des impacts des utilisations des terres adjacentes.

## Consommation d'eau agricole par type de culture
La quantité d'eau nécessaire à l'agriculture est très variable selon les produits.
Quantité moyenne d’eau, exprimée en litres, nécessaire à la production d’un kilogramme de produit agricole :
| Type de culture        | Quantité moyenne d'eau (litre / kg) |
| ---------------------- | ----------------------------------- |
| Maïs ensilage (*)      | 238                                 |
| Banane                 | 346                                 |
| Maïs grain couleur (*) | 454                                 |
| Orge (*)               | 524                                 |
| Pomme de terre (*)     | 590                                 |
| Blé (*)                | 590                                 |
| Soja                   | 900                                 |
| Riz pluvial            | 1 600                               |
| Riz inondé             | 5 000                               |
| Coton                  | 5 263                               |

(*) en zones tempérées

## Dans le monde

### Dans l'Union européenne
En 2021, la Cour des comptes européenne a considéré que dans l'Union européenne où un quart du volume de l'eau captée est destiné à l'agriculture (pour l'irrigation essentiellement), la directive cadre sur l'eau (DCE) et la politique agricole commune (PAC) n'ont pas suffi à imposer à une utilisation durable de l'eau en agriculture. La cour estime en 2021 que les politiques agricoles ne sont « pas toujours alignées sur la politique de l'Union dans le domaine de l'eau », et recommande aux États membres « de mieux justifier les dérogations à la mise en œuvre de la directive-cadre sur l'eau dans l'agriculture, et à la Commission de lier les paiements relevant de la PAC au respect des normes environnementales en matière d'utilisation durable de l'eau ».
De son côté, la Commission européenne estime que le futur cadre européen devrait le permettre,.

### En France
En France, en 2013, l'eau douce à destination de l'irrigation a été prélevée dans les eaux souterraines (1,7 milliard de m3/an) et dans les eaux de surface (1,7 milliard de m3/an). Le total, (3,4 milliards de m3/an), constitue 10 % des volumes d'eau douce prélevés (33 milliards de m3/an) et 2 % des ressources en eau douce internes de la France,. L'agriculture est le plus gros consommateur d'eau et compte pour la moitié des volumes consommés.

### Aux États-Unis
Aux États-Unis, en 2005, les prélèvements pour l'irrigation en 2005 étaient de 128 Bgal/d (Plus de 176 milliards de m3/an), soit environ 8 % de moins qu'en 2000 et approximativement à égalité avec les estimations d'utilisation de l'eau d'irrigation en 1970. En 2005, les prélèvements pour l'irrigation représentaient 37% de tous les prélèvement d'eau douce et 62 % des prélèvement d'eau douce à l'exclusion des retraits thermoélectriques. La superficie irriguée est passée de 25 millions d'acres en 1950 à 58 millions d'acres en 1980, puis est restée relativement constante avant d'augmenter en 2000 et 2005 pour atteindre plus de 60 millions d'acres. Le nombre d'acres irrigués à l'aide de systèmes d'arrosage et de micro-irrigation a continué d'augmenter et en 2005 représentait 56 % de la superficie totale irriguée.

## Eau, agriculture et civilisation
Les parties du globe où la pluie suffit à alimenter le sol en eau sont rares. L'homme l'a compris et s'est très tôt donné les outils pour contrecarrer les sautes du climat - phénomènes de sécheresse permanents ou intermittents, crues - nuisibles à son entreprise. La sédentarisation progressive apparue au néolithique en Mésopotamie a associé développement de l'élevage et de l'agriculture, et conduit à la maîtrise des techniques hydrauliques - irrigation, terrassement, calcul de pente, gestion des crues, transports fluviaux et canalisation - et la constitution de formes d'habitat stable. On a avancé, qu'autour et en fonction des problèmes hydraulique, une stratification sociale a émergé, une hiérarchie politique, un État. Le souverain tend à cumuler les fonctions de défense, et de gestion de l'espace sur une échelle qui englobe aussi bien le canal, la parcelle, le fleuve et le Royaume. Cette corrélation a pu être suivie, en Mésopotamie, dans la vallée de l'Indus et du Gange, en Égypte, Chine, Pérou et Amérique centrale, toutes aires qui relèvent des catégories définies par Karl August Wittfogel. Les Sociétés hydrauliques mésopotamienne qui ont pu à partir d'une assise agricole entretenir une administration et une armée, les cités-États de Lagash et Umma entrent en conflit dès le troisième millénaire av. J.-C..
La dernière période glaciaire se termine vers -10000. Le Mésolithique s'achève avec la mise en place progressive des espèces végétales et animales domestiques lors du Néolithique européen, même si l'économie mésolithique perdure localement jusqu'à environ 2 300 av. J.-C. en Europe septentrionale.

### Oasis du Khwarezm
La région s’inscrit au sein de la grande diagonale aride, à la transition entre les déserts froids de Mongolie et les déserts chauds du Moyen-Orient et du Sahara. En dehors des hauts reliefs montagneux qui la bordent au sud, la vaste Dépression Aralo-Caspienne reçoit moins de 250 mm par an avec en son centre des moyennes inférieures à 50 mm. La continentalité induit également un régime thermique très contrasté, caractérisé en hiver, par l’emprise de l’anticyclone sibérien qui s’avance vers le sud, les températures sont généralement très froides avec des maxima absolus pouvant dépasser les −30 °C. La région est étonnement apparue de bonne heure comme un des principaux berceaux de l’agriculture irriguée, sauvée par le château d'eau constitué par les glaciers des Monts Tian et du Pamir. Fait capital pour l’épanouissement de l’agriculture irriguée, le régime nivo-glaciaire des fleuves est en adéquation parfaite avec la sécheresse estivale. De surcroît, les eaux se trouvent être fécondes en raison de leur haute teneur en limon. Ainsi, au niveau de son delta, l’Amou Darya charrie encore une quantité très importante de particules.
Dès la plus haute antiquité et bien avant l’Occident, l’agriculture centrasiatique a acquis un haut degré de perfectionnement technique et une forte intensité grâce à l’irrigation ainsi qu’à l’usage de techniques et de plantes cultivées venues de tous les horizons. L'Oasis du Khwarezm s'apparente à l'Égypte en raison de la similitude du régime hydrologique et des plantes cultivées. Comme pour les Sogdiens, Khwarezm était une expansion de la culture du Complexe archéologique bactro-margien pendant l'Âge de bronze qui a fusionné plus tard avec les Indo-Iraniens pendant leurs migrations vers 1000 av. J.-C.
L'Ouzbékistan est connue au XXe siècle de par l'ampleur de la catastrophe écologique de la disparition du quatrième lac du monde par la superficie, la mer d'Aral. L'usage démesuré d'engrais chimiques et d'exfoliants a empoisonné les sols et les eaux, tandis que le drainage accéléré des ressources des fleuves Amou-Daria et Syr-Daria pour l'irrigation a abouti à l'assèchement de la mer d'Aral, sa surface a diminué de moitié en 40 ans. Les bouleversements géographiques imposés par la politique agricole «scientifique», technicienne et jusqu’au-boutiste de l’Union soviétique ont été considérables. Des millions d’hectares de terres ont été gagnés sur le désert si bien que cette région figure parmi les plus grandes zones irriguées du monde. Tout l’espace a été refondé et collectivisé dans le but de faire du pays une périphérie agricole de l’Union soviétique spécialisée dans la culture industrielle du coton. En ébranlant l’ordre écologique et économique des sociétés rurales traditionnelles de la région, les Soviétiques ont saccagé le vieux jardin oasien qui avait su jusqu’à présent résister à l’épreuve du temps et des hommes. Plus d’une décennie après la chute de l’URSS, le pays cultive le paradoxe d’avoir maintenu presque intacte une organisation rurale et agricole conforme aux principes de la collectivisation édictée du temps de l’URSS!
Le canal du Karakoum est avec sa longueur de 1 375 km le plus grand canal d'irrigation au monde; il se trouve au Turkménistan.

### Croissant fertile
La révolution néolithique, première révolution agricole voit la transition de tribus et communautés de chasseurs-cueilleurs vers l'agriculture et la sédentarisation. La forme sauvage ancestrale du blé Triticum monococcum, une espèce diploïde nommée Triticum boeoticum, est domestiquée dans la région du Karaca Dağ en Turquie il y a 10 000 ans
Le bassin transfrontalier de l'Euphrate et du Tigre avec une superficie totale de 879 790 km2 se répartit principalement entre l'Irak (46 %), la Turquie (22 %), l'Iran (riveraine du Tigre uniquement, 19 %) et la Syrie (11 %). Les deux fleuves prennent leurs sources dans les hauts plateaux de l'Anatolie orientale, irriguent l'Anatolie sud-orientale (qui correspond en grande partie à la Turquie kurdophone et arabophone actuelle), baignent les vallées des plateaux syriens et irakiens, traversent pour le tiers restant de leurs cours la plaine aride de la Mésopotamie et se réunissent dans un delta marécageux prolongé par le Chatt-el-Arabet le golfe Persique. Malheureusement, comme cela est habituellement le cas, la répartition saisonnière de la disponibilité de l'eau ne coïncide pas avec les besoins d'irrigation du bassin.
L'Euphrate et le Tigre ont été le berceau de civilisations anciennes où l'eau a joué un rôle important. Le Croissant fertile, abstraction géographique forgée au XXe siècle par l'archéologue américain James Henry Breasted, décrit les terres steppiques coincées entre le désert de Syrie, les chaînes montagneuses du Taurus et les forêts du Zagros. Plus qu'une entité agro-géographique, Breasted a voulu faire du croissant le lieu d'échange avec le désert syrien, ce « golfe désertique » comme il l'appelle, lieu originel d'où régulièrement une nouvelle vague de population sémitique serait venu conquérir le Croissant fertile. Unité naturelle donc mais aussi culturelle, assurée par des constructions impériales dont le centre se trouvait en Mésopotamie, ou en Babylonie. C'est de là que trois fois les Sémites auraient conquis et unifié le Croissant fertile: Empire babylonien, Empire assyrien, Empire chaldéen, selon un schéma ternaire calqué sur l'histoire de l'Égypte.
La limite inférieure du croissant fertile est traditionnellement donnée par l'isohyète des 250 mm considéré généralement comme la limite en deçà ou au-delà de laquelle l'agriculture sèche n'est plus possible. C'est donc une configuration spatiale où se mêlent milieux méditerranéens et milieux steppiques, voire désertiques, agriculture sèche et agriculture irriguée. Résumé par Samir Amin, « le Croissant fertile n'est fertile que par comparaison avec le désert de la péninsule arabique qui s'étend sur son flanc sud. Car il s'agit bien d'une région semi-aride dans l'ensemble; et seule la mince frange méditerranéenne des montagnes du Liban et des Alaouites bénéficie d'une pluviométrie suffisante chaque année. Mais, dans sa partie inférieure, Jourdain, Oronte et surtout Tigre et Euphrate offrent des possibilités d'irrigation considérables. La prospérité agricole dépend donc ici largement de la capacité de l'État de garantir la pérennité des ouvrages et la protection des paysans contre les envahisseurs descendus des montagnes qui bordent la région à l'est et au nord ou remontés des déserts du sud ».

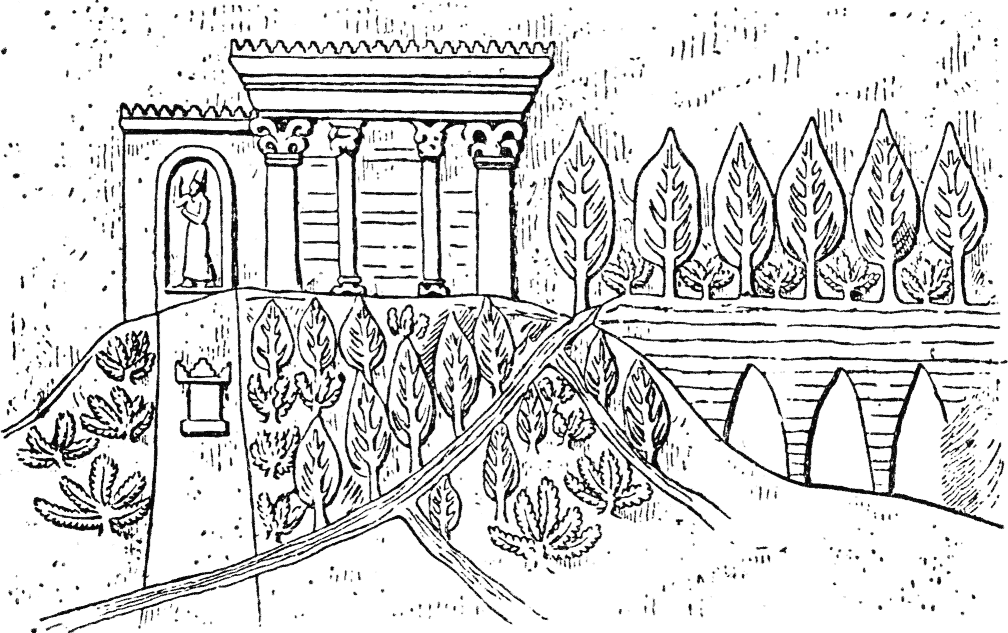
Représentation des jardins royaux de Ninive, d'après un bas-relief du palais de Sennachérib, avec peut-être une forme de jardins suspendus sur des arches en pierre, en haut à droite (British Museum, référence ME 124939A).

Un ouvrage remarquable de l'ingénierie hydraulique assyrienne vers -700 est le canal construit par Sennachérib, de Khinis dans les monts Zagros à Ninive (Irak), 100 mètres de large, 20 mètres de profondeur, 95 km de long, le canal passe par un aqueduc à Jerwan (500 ans avant les premiers aqueducs romains), pour lequel deux millions de blocs de pierre sont employés. Pour l'assyriologue Stephanie Dalley, il a servi à alimenter en eau les jardins de Sémiramis, qu'elle situe à Ninive.
La Ghouta, désigne les terres cultivées qui entourent Damas, irriguée depuis l'Antiquité par le Barda et qui constituent une oasis dans le désert de Syrie.
L’agriculture subit des dégâts irréparables durant la période mongole, les systèmes d'irrigation sont détruits. En Syrie, la période ottomane est caractérisée par un repli face aux tribus nomades du désert et le front agricole ne s'est mis à progresser qu'à partir des années 1850-1860, notamment dans le Hauran. À la fin du XIXe siècle, les Turcs, aidés d'ingénieurs britanniques sous la direction de William Willcocks, entreprennent des travaux d'aménagement visant, d'une part, à contenir les crues dévastatrices du Tigre et de l'Euphrate par des barrages et, d'autre part, à détourner une partie de ces eaux vers des lacs réservoirs utilisables dans un second temps pour l'irrigation. Tout le système des canaux d'irrigation et de drainage que les Mongols avaient achevé de détruire aux XIIIe  et XIVe siècles est encore à l'abandon. Après la Première Guerre mondiale et les premiers efforts britanniques de mise en valeur du territoire, la surface cultivée s'étend en Syrie sur environ un demi-million d'hectares. L'histoire du partage des eaux du bassin Tigre-Euphrate depuis 1916 se dispute entre les entités définies par les accords secrets de Sykes-Picot qui dépècent l'Empire Ottoman et créent les zones qui préfigurent les frontières turques, syriennes et irakiennes. L'Irak est le premier pays riverain à développer des projets d'ingénierie dans le bassin. Les barrages Al Hindiya et Ramadi-Habbaniya sur l'Euphrate sont construits en 1914 et en 1951, respectivement, à la fois pour le contrôle des inondations et de l'irrigation. Au milieu des années 1960, le développement de l'agriculture irriguée en Irak dépasse de loin le développement de la Syrie ou de la Turquie. La Syrie développe des projets d'irrigation début 1960 et la Turquie milieu années 1960. Le Projet d'Anatolie du Sud-Est, lancé vers la fin des années 1970 par le gouvernement turc, vise à irriguer 1,8 million d'hectares de terres arides à partir de 22 barrages principaux construits sur les bassins versants du Tigre et de l'Euphrate. La superficie totale équipée pour l'irrigation dans le bassin de l'Euphrate et du Tigre est estimé à plus à plus 6.500.000 hectares, 53 % en Irak, 18 % en Iran, 15 % en Turquie et 14 % en Syrie. Le volume d'eau agricole est d'environ 68 km3.
Le traité de Lausanne (1923) mentionnait déjà l'obligation de créer une commission mixte entre les trois pays pour traiter les problèmes rencontrés dans le partage des eaux. Jusqu'en 1973, aucun de ces pays n'a encore la capacité d'influencer le débit du fleuve. Avec les barrages, aussi hydro-électriques, la Turquie notamment a désormais la capacité de couper l'eau à ses voisins. Elle est d'ailleurs mise en pratique lors de la guerre du Golfe. Le dernier protocole d'accord entre la Turquie, la Syrie et l'Irak en avril 2008, crée un institut de l'eau, prévoyant de développer des projets pour l'utilisation équitable et efficace des ressources en eau transfrontalières.
Une autre civilisation multi-millénaire s'est développée sur les marais salés alluviaux du Tigre et de l'Euphrate, principalement dans le sud de l'Irak et une partie du sud-ouest de l'Iran, dont les Arabes des marais sont les dépositaires.

### Égypte

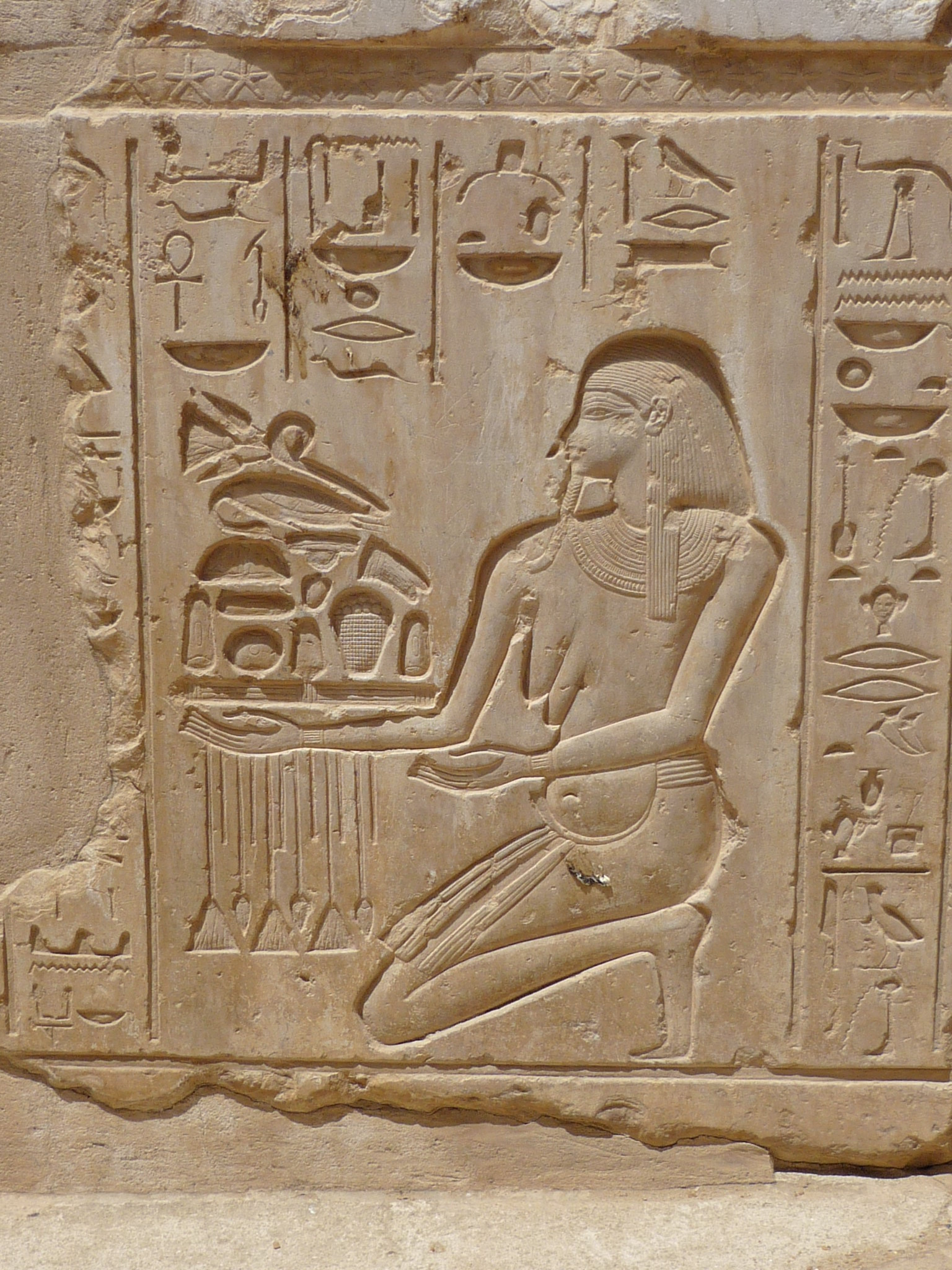
Bas-relief d'Hâpy, Dieu du Nil, sur une pierre dans la deuxième cour du temple mortuaire de Ramsès III (Médinet Habou, nécropole thébaine, Égypte).

Une désertification qui s'est opérée au néolithique, a poussé la population à se regrouper auprès des points d’eau, sur les bords du Nil, et à s’y sédentariser, ce qui a permis l’éclosion de la civilisation pharaonique
Une heureuse concordance de temps entre la décrue du Nil en novembre et les semailles du blé, alors que les moissons ne sont jamais menacées par l'imminence d'une crue qui ne survient qu'en août, a toujours fait de la vallée du Nil un biotope favorable aux graminées, de sorte que la cueillette des céréales y semble de pratique courante dès le XIIe millénaire av. J.-C.. Le Nil n'a toutefois jamais été l'instrument docile d'une agriculture facile. Le caractère achevé des premiers règlements connus (Ille millénaire), joint à ces caractéristiques permet de supposer au contraire que des travaux hydrauliques ont été entrepris très tôt, peut-être dès l'époque prédynastique. Les premières traditions hydrauliques sujettes à caution connues sont celle de l'assainissement de Memphis par Menés au IIIe millénaire av. J.-C.. Témoins relativement anciens du niveau de maîtrise des Égyptiens, la remise en eau du Bahr Youssouf et l'aménagement du Fayum vers 2200 av. J.C. comptent encore parmi les travaux d'ingénieurs les plus remarquables de tous les temps.
Avant la construction du Haut barrage d'Assouan, le Nil charriait 134 millions de tonnes de sédiments depuis les monts volcaniques d’Éthiopie qui contribuaient à la formation alluviale de la vallée du Delta. Avec la création du barrage d’Assouan dans les années 1960, le delta, privé d’apport du limon, s’est «salinisé», obligeant les paysans à surcharger la terre en engrais, alors que les côtes n’ont cessé de reculer de plusieurs kilomètres, en moins d’une quarantaine d’années.

### Lac Tchad
À cheval sur les frontières du Tchad, du Niger et du Cameroun, le lac Tchad a été une source d'eau douce pour des projets d’irrigation dans tous ces pays. En 1964 date de création de la Commission du bassin du lac Tchad, le Lac Tchad avec ses 25 000 km2 était considéré comme le 4ème grand lac d’Afrique. Depuis 1963, le lac a perdu presque vingt fois sa taille initiale, à la fois en raison des changements climatiques et des exigences élevées en eau agricole. Depuis 1963, la superficie du lac Tchad a diminué d’environ 25 000 km2 à 1 350 km2. Entre juin 1966 et janvier 1973, la superficie du lac Tchad a diminué de 22 772 km2 à 15 400 km2. En 1982, la superficie du lac était estimée à environ 2 276 km2. En février 1994, les images de Meteosat étaient utilisées pour mesurer seulement 1 756 km2. Entre 1953 et 1979, l’irrigation n’a eu qu’un impact modeste sur l’écosystème du lac Tchad. Entre 1983 et 1994, cependant, l’utilisation de l’eau d’irrigation a quadruplé. Environ 50% de la diminution de la taille du lac depuis 1966 est attribuée à l’utilisation de l’eau par l’homme, le reste étant attribuable au Changement climatique. Les espèces végétales envahissantes couvrent actuellement environ 50% de la surface restante du Lac. Des recherches menées sur 40 ans indiquent que les principaux facteurs de la réduction du lac ont été le surpâturage majeur dans la région , entraînant une perte de végétation et une grave déforestation, contribuant à un climat plus sec, de grands projets d’irrigation construits par le Niger, le Nigeria, le Cameroun et le Tchad, qui ont détourné l’eau du lac et des rivières Chari et Logone.

### Chine
Yu le Grand est crédité de l'invention de l'irrigation vers 2200 av. J.C. et il est divinisé dans ce sens.
Le Système d'irrigation de Dujiangyan, situé dans la partie occidentale des plaines de Chengdu, à la jonction entre le bassin du Sichuan et le plateau du Qinghai -Tibet, est un exploit d'ingénierie écologique construit vers 256 av.J.-C. Modifié et agrandi au cours des dynasties Tang, Song, Yuan et Ming, il utilise les caractéristiques topographiques et hydrologiques naturelles pour résoudre les problèmes de détournement d'eau pour l'irrigation, le drainage des sédiments, le contrôle des crues et le contrôle des écoulements, sans l'utilisation de barrages. Commencé il y a plus de 2 250 ans, il irrigue maintenant 668 700 hectares de terres agricoles. Des gabions en bambou remplis de pierres étaient utilisés pour retenir l'eau lors de la construction des digues.

### Philippines
Les Rizières en terrasses des cordillères des Philippines auraient 2000 ans.

### Empire khmer

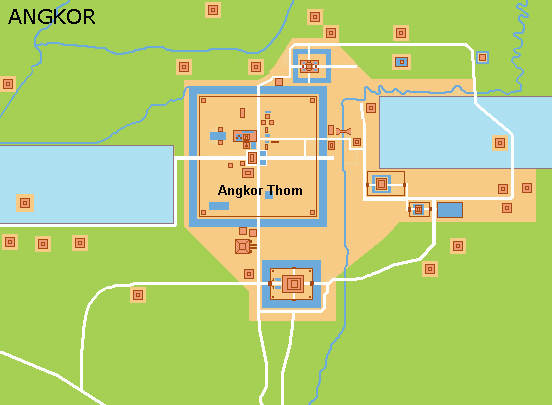
Carte d'Angkor Thom, montrant la disposition des barays.

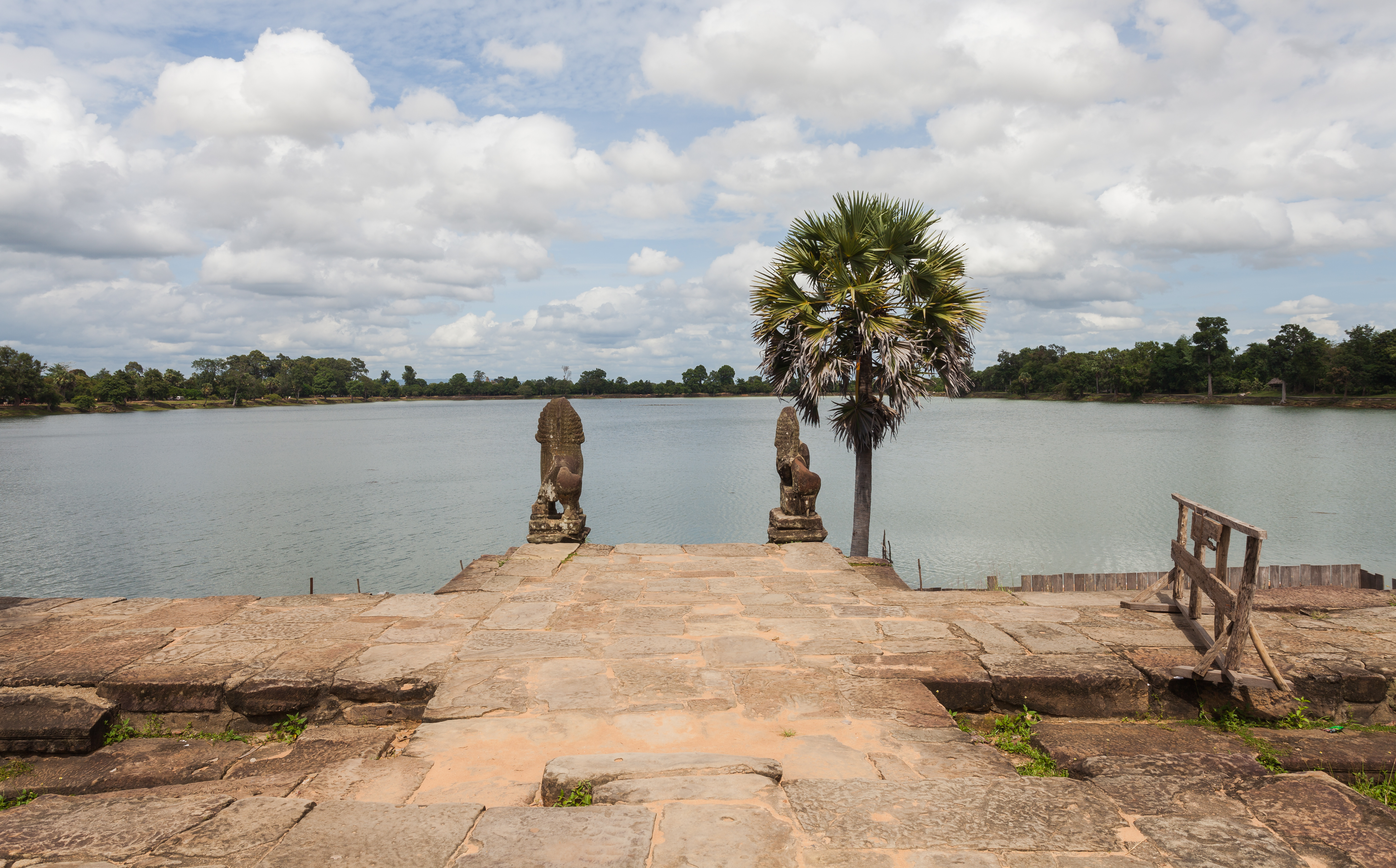
Baray Srah Srang (Angkor, Cambodge, 2013).

De climat tropical (Aw), les précipitations annuelles moyennes dans l'actuel Cambodge tournent autour de 1 400 mm, avec une saison sèche de septembre à fin mai. La vaste plaine couverte par la forêt tropicale, au nord du lac de Tonlé Sap a abrité du IXe au XIIIe siècle une population estimée à 700 000 personnes, dont 200 000 dans la capitale, Angkor Thom. Les conditions naturelles - forêt tropicale et marécages - ne semblaient pas favorables à l'éclosion de l'une des civilisations les plus brillantes et les plus raffinées que le monde ait connues: la civilisation khmère. Les besoins d'irrigation toute l'année amènent la construction d'immenses réservoirs artificiels nommés « barays ».  Ces installations ne sont pas creusées dans le sol, mais bâties à l'aide de digues qui retiennent l'eau au-dessus de la plaine environnante. L'eau est stockée en période de mousson et peut être répartie sans l'aide de norias. La vie agricole ne connaît pas de période creuse : la première récolte est programmée fin octobre, la deuxième fin janvier et la troisième en mai, juste avant la mousson. Une première réalisation gigantesque (3 800 m sur 800 m) est l’œuvre du roi Indravarman Ier (877-889) à Roluos, à l'est d'Angkor. Son successeur Yasovarman Ier crée le « Baray oriental », proche du site actuel d'Angkor Thom. Ce véritable lac artificiel mesure (7 000 m sur 1 800 m) et sa contenance peut être estimée à 30 millions de m3 d'eau. Cet énorme aménagement qui permet déjà de mettre en culture des milliers d'hectares de rizières est complété en 1050 par le « Baray occidental » de (8 000 m sur 2 200 m) construit par le roi Udayādityavarman II. Ces trois ouvrages permettaient d'irriguer une surface de plus de 1 000 km2. De plus, la population trouvait dans les barays une abondance exceptionnelle de poissons obtenus par la pisciculture d'une part, et d'autre part par un phénomène naturel particulier: Par un apport d'eau de montagne en période de mousson, provenant de l'Himalaya, le Mékong, à 200 km au sud d'Angkor voit son débit doubler et début juin le lac de Tonlé, son cour s'inverserr. Les eaux du Mékong envahissent une vaste forêt appelée forêt inondée dont les eaux montent alors de 10 m à 15 m. La surface du Tonlé Sap qui ne couvre guère que 2 300 km2 aux basses eaux s'étend alors sur 10 000 km2. Le phénomène dure jusqu'en octobre. Durant cette période d'inversion du courant, d'immenses bancs de poissons viennent du delta du Mékong, voire de la mer, pour frayer dans cette forêt lacustre. À l'époque d'Angkor, tout comme maintenant, chaque année, lors des migrations des poissons du Grand lac vers le fleuve, de longues palissades en claies de bambou les guidaient vers des chambres de capture où ils étaient alors aisément capturés.

### Révolution verte
La révolution verte débute en 1944 à Mexico et s'étend dans les années 1960 au Pakistan et en Inde (Révolution verte en Inde), en Turquie, au Maroc, en Tunisie et en 1969 en Algérie. Elle fait usage de riz, de blé et de maïs hybrides à haut rendement conjugué à des intrants, des produits phytosanitaires, mais aussi de l'irrigation. C’était la réponse adaptée au spectre de la crise alimentaire qui planait sur le monde moitié XXe siècle. Pendant la période 1963-1983 (les années clés de la révolution verte), la production totale de riz, de blé et de maïs des pays en développement a progressé respectivement de 3,1, 5,1 et 3,8 % par an.
Le maïs, le riz et le blé sont devenus les piliers de la sécurité alimentaire mondiale. La majorité des céréales est produite dans les quelques grandes zones de céréaliculture où les agriculteurs paient le prix de décennies de monoculture intensive: dégradation du sol, épuisement des eaux souterraines, et ralentissement marqué de la progression des rendements. Dans régions du monde en développement, les exploitants agricoles obtiennent des rendements très inférieurs aux rendements potentiels: Les causes: Ressources naturelles limitées, accès connaissances et technologies limités, etc. Le changement climatique va induire une hausse des températures, une recrudescence des ravageurs, des maladies, des sécheresses et des inondations auxquelles l’agriculture devra trouver de nouvelles solutions.